# Bas-Saint-Laurent
Pour les articles homonymes, voir Saint-Laurent.
Le Bas-Saint-Laurent est une région administrative du Québec située sur la rive sud de l'estuaire du Saint-Laurent. Il est bordé au sud par l'État du Maine et le Nouveau-Brunswick, et par les régions de Chaudière-Appalaches et de Gaspésie–Îles-de-la-Madeleine.
Sa géographie est marquée par le fleuve Saint-Laurent, la chaîne des Appalaches, qui traverse la région d'est en ouest ainsi que les deux vallées de la Matapédia et du Témiscouata, qui forment des corridors de communication naturels avec la Gaspésie, le Maine et les provinces maritimes.
Territoire à vocation traditionnellement agricole et forestière, le Bas-Saint-Laurent est fréquenté par des groupes autochtones semi-nomades depuis le Pléistocène. La colonisation européenne du territoire s'est amorcée avec la concession de seigneuries à la fin du XVIIe siècle, mais la région s'est développée lentement pendant près de deux siècles avant de connaître une croissance stimulée par l'exploitation de sa forêt mixte, la colonisation des terres du littoral, puis de l'intérieur et le développement d'activités de villégiature.
En 2022, environ 200 500 personnes vivaient dans cette région qui couvre un territoire de 22 185 km2, principalement dans une étroite bande littorale de 320 km où sont situées ses principales villes : Rimouski et Rivière-du-Loup. Le Bas-Saint-Laurent est divisé en huit municipalités régionales de comté (MRC) et 114 municipalités locales.

## Étymologie et toponymie
Le régionyme tire son nom du fleuve Saint-Laurent, qui joue un rôle central dans l'histoire du Québec et qui forme la limite nord de la région. D'origine hagiotoponymique, il tient son spécifique[pas clair] de Jacques Cartier, qui a nommé une baie, la baye sainct Laurens, le 10 août 1535, jour de la fête de Laurent de Rome dans le martyrologe chrétien. Repris pour désigner le fleuve dans des traductions espagnole et italienne de la Narration de l'explorateur malouin aurait été consacré à travers le monde par la mappemonde de 1569 du cartographe Gérard Mercator, selon l'historien Marcel Trudel.

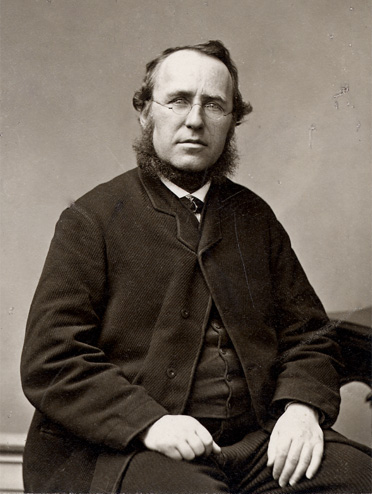
Joseph-Charles Taché.

L'appellation « Bas-Saint-Laurent » viendra toutefois beaucoup plus tard. Dans leur Histoire du Bas-Saint-Laurent, les historiens Fortin et Lechasseur affirment que la référence au Saint-Laurent progresse au XIXe siècle avec le peuplement de la région. La première mention de Bas-Saint-Laurent est attribuée à un rapport du député et écrivain rimouskois Joseph-Charles Taché, qui utilisait l'expression dès 1850 pour désigner les «deux rives du Bas-Saint-Laurent à l'exception du district de Gaspé ». Les auteurs notent toutefois que Taché préfère généralement utiliser des références plus précises et connues, comme les comtés de Montmorency et de Rimouski. Bien que le régionyme figure sur une carte de 1863 de Stanislas Drapeau, le nom tarde à s'imposer ; on lui préfère souvent l'expression « le Bas du Fleuve ».
Avec le peuplement des vallées du Témiscouata et de la Matapédia, le régionyme s'impose entre 1920 et 1960, alors que plusieurs entreprises et organismes implantés dans la région délimitée par le diocèse catholique de Rimouski et le grand Rivière-du-Loup l'adoptent, à l'instar de la Compagnie de transport du Bas St-Laurent, de la Compagnie de Pouvoir du Bas-Saint-Laurent ou encore du journal l'Écho du Bas St-Laurent.
Après une éclipse de deux décennies, où l'État tente de gommer les différences régionales en mettant en place les structures administratives communes à l'est du Québec, le début des années 1980 marque un retour du balancier. La création des municipalités régionales de comté et la scission, en 1987, de la grande région Bas-Saint-Laurent-Gaspésie en deux territoires respectera davantage les traditions culturelles des deux régions.
L'évolution de la toponymie de la région découle des différentes étapes de son développement : peuplement amérindien initial ; peuplement progressif par des colons francophones à partir de la fin du XVIIIe et principalement de la première moitié du XIXe siècle ; petite présence écossaise à partir des années 1800 ; activité économique tournée vers l'agriculture et l'exploitation des ressources aquatiques et forestières ; renforcement économique des pôles principaux et déclin de certaines communautés à l'intérieur des terres.

## Géographie

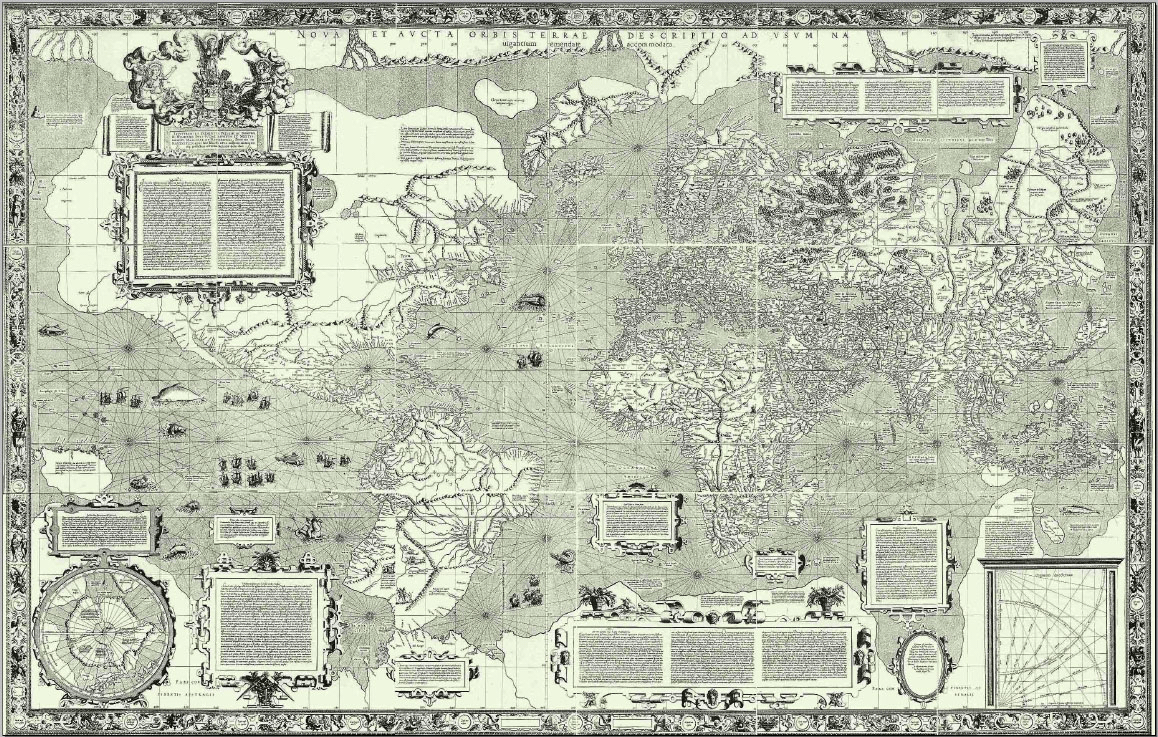
La carte du monde de 1569 de Gérard Mercator.

### Situation et divisions politiques
Le Bas-Saint-Laurent est une région de l'Est du Québec, bordée au nord par le fleuve Saint-Laurent, au sud par le Nouveau-Brunswick et l'État du Maine, à l'est par la Gaspésie et à l'ouest par la Côte-du-Sud. Elle s'étend sur 28 319 km2, dont 22 141 km2 en terre ferme, ce qui représente un peu moins de 2 % de la superficie totale du Québec. Les terres de cette région représentent toutefois 10 % du Québec habité, ou environ la moitié de la superficie d'un pays comme la Suisse.
La région est composée de huit municipalités régionales de comté (MRC), qui regroupent 130 municipalités. Le Bas-Saint-Laurent comptait 200 462 habitants en 2011, dont 55 400 dans la MRC de Rimouski-Neigette, la plus populeuse de la région. En revanche, la MRC Les Basques, qui ne compte que 9 000 habitants en 2011, en baisse de 1 300 depuis 1996, enregistre la plus forte baisse, avec un taux annuel moyen de décroissance de 9,6 % entre 2006 et 2011.
Les aires boisées et l'eau dominent l'utilisation des sols au Bas-Saint-Laurent. La région compte 10 071 km2 de forêts mixtes, 4 918 km2 de forêts de conifères et de 6 177 km2 d'eau. Les terres humides ne représentent que 54 km2. Les terres utilisées à des fins agricoles s'étendent sur 2 819 km2, alors que les zones développées ne représentent que 143 km2, soit 0,5 % du territoire régional.

### Géologies
Bien qu'on note une zone isolée de roches d'origine cambrienne ou précambrienne dans un secteur isolé des monts Chic-Chocs, la région appartient généralement à la province géologique des Appalaches, qui s'étend sur une bande de 3 000 km, entre l'Alabama à Terre-Neuve. Les traces de deux épisodes d'orogenèse, les orogenèses taconienne et acadienne, ont façonné le territoire.
Dans le premier épisode, l'enfoncement de la croûte océanique crée une chaine volcanique dans l'Océan Iapétus, au large de Laurentia à l'époque cambrienne. Le magma remonté à la surface de l'océan se mêle aux sédiments liés à l'érosion de la masse continentale et l'arc volcanique insulaire se rapproche graduellement du continent en raison d'un mouvement de subduction. La collision survient il y a 450 millions d'années formant une chaîne de montagnes immatures, les montagnes taconiennes, dont la nappe allochtone recouvre une partie de la plate-forme du Saint-Laurent.
Cette première zone, qui longe aujourd'hui le fleuve, est connue sous le nom de zone de Humber. D'origine ordovicienne, ce socle rocheux se compose principalement d'un assemblage de roches sédimentaires : grès, mudrocks et conglomérats. Au sud de cette zone, la ceinture de Gaspé est le vestige d'un second processus de formation de montagnes, survenu à l'ère siluro-dévonienne. Il y a environ 430 millions d'années, les montagnes taconiennes s'érodent, créant des sédiments qui sont déposés à faible profondeur. Le rapprochement du continent Laurentia et du microcontinent Avalonia déforme et soulève les dépôts de sédiments et les roches d'origine volcanique pour créer une seconde chaîne de montagnes, la chaîne acadienne, qui se superpose à la chaîne taconienne.

### Sismicité
L'estuaire du Saint-Laurent, au large du Bas-Saint-Laurent en face de la région de Charlevoix, est l'une des zones sismiques les plus actives de l'Est du Canada. Cinq tremblements de terre de magnitude supérieure à 6 s'y sont produits au cours de la période historique : en février 1663, décembre 1791, octobre 1860, octobre 1870 et en février 1925. La distribution des séismes historiques et récents indique une concentration dans l'estuaire, à la hauteur de La Malbaie et de Rivière-du-Loup.
Des levés de terrain et un réseau de sismographes installé dans les années 1970 ont permis de circonscrire la zone active dans un périmètre de 30 km par 85 km le long du Saint-Laurent, qui inclut les villes de Baie-Saint-Paul, La Malbaie et La Pocatière. Les données sismiques indiquent qu'un tremblement de terre se produit à toutes les 36 heures en moyenne dans la zone de Charlevoix-Kamouraska. Ils sont concentrés dans le socle précambrien sous la ligne de Logan et les Appalaches, à des profondeurs variant entre la surface et 30 km.
Une autre zone sismique est située dans le golfe du Saint-Laurent, dans un triangle formé par les villes de Matane, de Baie-Comeau et de Sept-Îles. La zone sismique du Bas-Saint-Laurent est moins active que celle en amont — une soixantaine de séismes s'y produisent chaque année — et n'a pas connu de séisme destructeur au cours de la période historique. On rapporte toutefois un événement de magnitude 5.1 survenu en 1944 à l'est de Godbout et un autre de même magnitude le 16 mars 1999 dont l'épicentre était situé à environ 60 km au sud de Sept-Îles,.

### Relief
Le relief bas-laurentien comporte deux éléments principaux : les plateaux des Appalaches, appelés monts Notre-Dame, et les basses terres qui occupent une étroite bande le long du littoral du fleuve Saint-Laurent. Ces deux entités sont reliées par une zone intermédiaire de contreforts. Il s'agit d'une succession de replats séparés par des ressauts qui finissent par se fondre aux plateaux. Les monts Notre-Dame sont une série d'ondulations de 600  à   700 m, qui progressent d'est en ouest. Les ondulations sont parfois interrompues par des vallées, comme celles du Témiscouata et de la Matapédia. Ces deux vallées parallèles constituent des voies de passage vers les provinces maritimes, le Maine et la baie des Chaleurs.

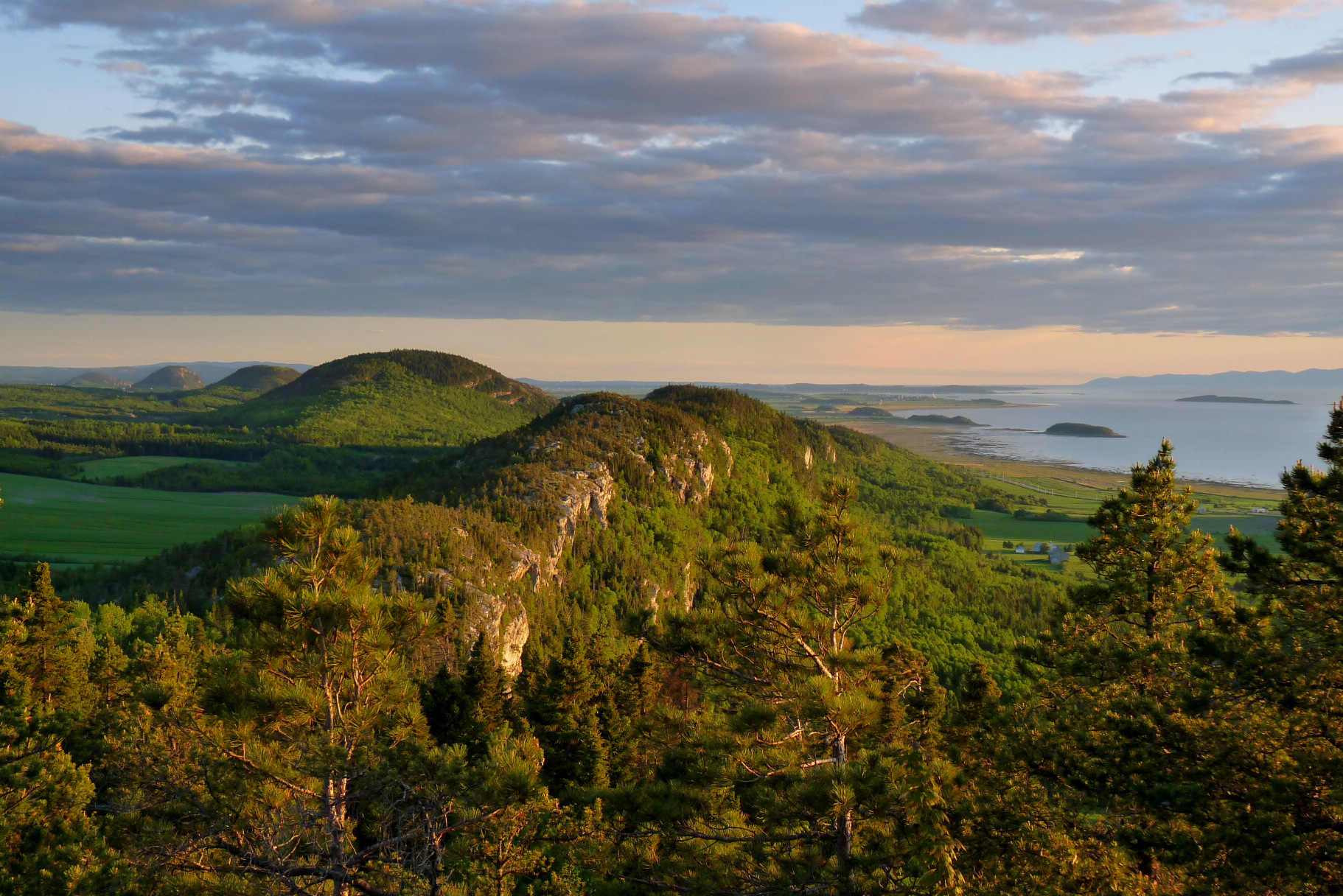
Les collines dominant le paysage du littoral à Saint-André-de-Kamouraska.

La bande littorale, d'une longueur de 320 km, est constituée de terres riveraines qui ont des altitudes de 0 à 250 m. Profonde de 5 km dans la partie ouest du territoire, la zone littorale atteint 25 km dans le secteur de Rimouski et se rétrécit en allant vers la limite orientale de la région. Cette zone disparaît complètement entre les municipalités de Sainte-Félicité et Grosses-Roches. Dans la partie occidentale du territoire, la plaine littorale est interrompue par des monadnocks, des crêtes rocheuses pouvant atteindre 200 m, typiques des paysages de la zone côtière bas-laurentienne.
Au Quaternaire, la région est marquée de l'empreinte des glaciations et du recul des glaces. La glaciation du Wisconsin provoque un affaissement de l'écorce terrestre qui atteint au moins 200 m dans la région de Rimouski. La déglaciation, qui survient progressivement à partir de 18 000 BP ouvre un bras de mer dans la vallée du Saint-Laurent, isolant le glacier qui recouvre le Bas-Saint-Laurent de celui de la Côte-Nord. Le relèvement isostatique crée une mer intérieure, la mer de Goldthwait, qui pénètre l'intérieur des terres et inonde le littoral jusqu'à une altitude de 200 m.
Le retrait de la mer de Goldthwait se fait en étapes. Depuis environ 2 000 ans, le retrait des eaux laisse apparaître un chapelet de bandes étroites de terres émergées près du littoral entre Rivière-du-Loup et Rimouski, qui sont aujourd'hui connues sous les noms de l'île aux Lièvres, l'île Verte, l'île aux Basques, l'île du Bic et l'île Saint-Barnabé.

### Hydrographie

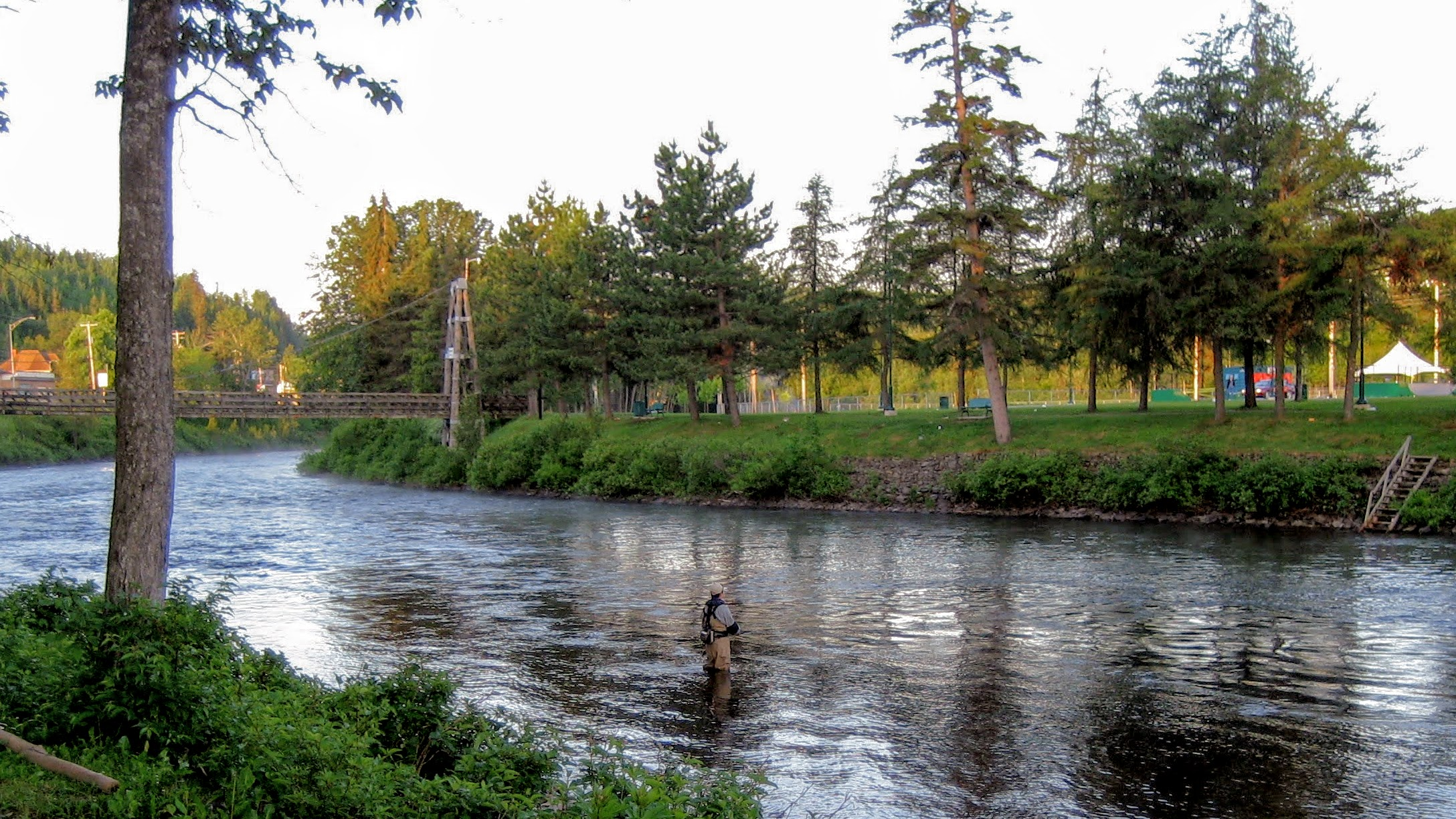
La rivière Matapédia à Causapscal.

L'estuaire du fleuve Saint-Laurent, qui occupe la partie nord de la région, a joué un rôle central dans le développement du Bas-Saint-Laurent. Aux fins d'analyse, on le divise en deux régions, séparées à la hauteur de Cacouna : à l'ouest, on parle du moyen estuaire tandis qu'à l'est, on le désigne comme l'estuaire maritime ou le bas estuaire.
La région est relativement pauvre en eau douce, puisque les lacs et rivières ne représentent que 1,5 % du territoire continental. Elle comporte deux régions hydrographiques ; la première région regroupe les cours d'eau qui se déversent dans l'estuaire du Saint-Laurent et la région de la baie des Chaleurs et de Percé, dont les cours d'eau se déversent vers le Nouveau-Brunswick et l'État du Maine au sud. Les limites de ces régions ont influencé le découpage administratif du territoire en fixant certaines limites des municipalités régionales de comté.
Les plus grands bassins versants de la région se trouvent dans la partie sud du territoire. Il s'agit des bassins des rivières Matapédia (3 328 km2) et Madawaska (2 861 km2). Au troisième rang, le bassin de la rivière Cascapédia, dont la moitié du bassin de 1 701 km2 se situe dans les limites de la région administrative. Parmi les rivières se jetant dans le Saint-Laurent, notons les rivières Mitis (1 812 km2), Matane (1 692 km2), Rimouski (1 621 km2), du Loup (1 046 km2) et des Trois-Pistoles (966 km2).
Le Bas-Saint-Laurent compte 2 417 lacs, dont 90 % sont de superficie inférieure à 20 hectares. Quelque 30 % de ces lacs sont situés dans la MRC de Rimouski-Neigette. Les deux plus grands lacs de la région, les lacs Témiscouata (66,82 km2) et Matapédia (38,07 km2), ont donné lieu à un établissement humain d'envergure sur leurs rives, le long des routes qui traversent les vallées. D'ailleurs, ces deux lacs se distinguent du reste des plans d'eau de la région puisqu'ils sont orientés sud-est/nord-ouest tandis que le reste suit plutôt le sens des plis et des failles des Appalaches.

### Climat

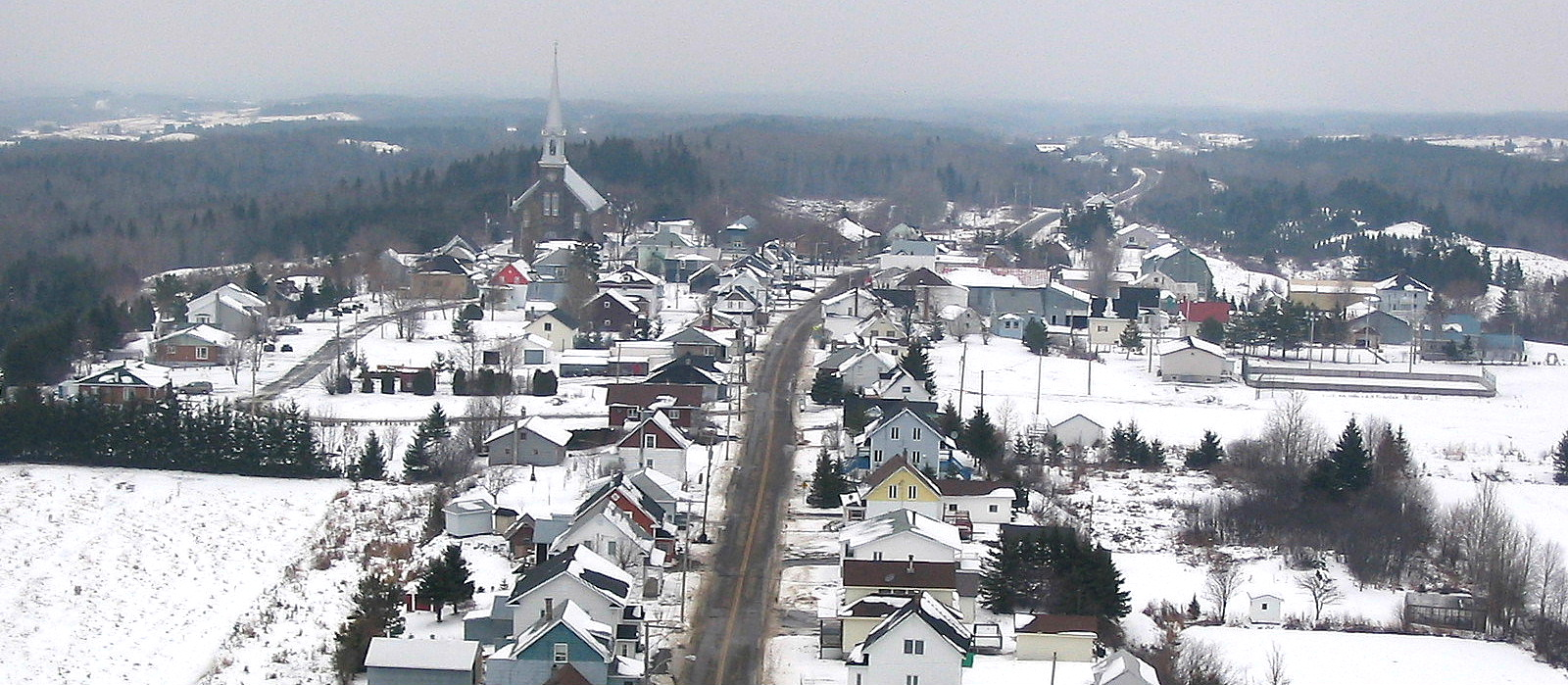
L'hiver à Saint-Paul-de-la-Croix, dans la MRC de Rivière-du-Loup.

Le Bas-Saint-Laurent, tout comme le reste du Québec, est un territoire nordique américain. Le géographe québécois Louis-Edmond Hamelin a classé la région dans le pré-nord, deuxième des cinq zones de sa carte des zones de nordicité.
L'influence océanique de l'estuaire du fleuve Saint-Laurent influence quelque peu le climat du Bas-Saint-Laurent, le rendant plus semblable avec celui du Québec méridional, qu'avec des villes, dites « nordiques », comme La Sarre en Abitibi ou Roberval au Saguenay-Lac-Saint-Jean, pourtant situées à la même latitude que Matane. Il est aussi semblable dans la mesure où il est aussi de type continental « à grande amplitude et sans période sèche ».
Le géographe français Raoul Blanchard parlait de « brutalité » en décrivant les variations de température entre le froid de l'hiver et les chaleurs de l'été. Pendant l'hiver, qui dure cinq mois, le froid fige lacs et rivières et transforme l'estuaire « en vaste prairie de glace ».
Cette influence maritime est toutefois une arme à deux tranchants : si elle adoucit les grands froids hivernaux, elle tiédit en revanche les saisons estivales. La moyenne de juillet à Rimouski est inférieure de 4 degrés à celle enregistrée à Québec. À cela s'ajoute le vent froid et humide du nord-est,.
Les précipitations sont abondantes et réparties sur toute l'année. La région reçoit annuellement entre 800  et   1 200 mm de précipitations, dont 250  à   360 cm de neige. L'influence de la mer se fait moins sentir dans les vallées, qui enregistrent des températures un peu plus élevées l'été et un peu plus froides l'hiver.
| Mois                                | jan.  | fév.  | mars  | avril | mai   | juin  | jui. | août  | sep.  | oct.  | nov.  | déc.  | année   |
| ----------------------------------- | ----- | ----- | ----- | ----- | ----- | ----- | ---- | ----- | ----- | ----- | ----- | ----- | ------- |
| Température minimale moyenne (°C)   | −15,7 | −14,2 | −8,3  | −1,2  | 4,7   | 10,2  | 13,1 | 12,1  | 7,7   | 2,7   | −3,2  | −11,2 | −0,3    |
| Température moyenne (°C)            | −11,7 | −10,1 | −4,2  | 2,7   | 9,7   | 15,4  | 18,2 | 16,9  | 12    | 6,1   | −0,3  | −7,7  | 3,9     |
| Température maximale moyenne (°C)   | −7,5  | −6    | −0,2  | 6,6   | 14,6  | 20,7  | 23,2 | 21,7  | 16,2  | 9,5   | 2,5   | −4,1  | 8,1     |
| Record de froid (°C)                | −33   | −32   | −25,5 | −22   | −7,2  | 0     | 3    | 0     | −1,1  | −7,8  | −16,5 | −30,6 | −33     |
| Record de chaleur (°C)              | 14,5  | 12    | 21,1  | 29    | 32,8  | 33    | 36   | 33,9  | 31,5  | 24,4  | 21,1  | 13,3  | 36      |
| Ensoleillement (h)                  | 57,7  | 94,2  | 133,7 | 153,3 | 193,3 | 220,9 | 232  | 220,8 | 160,3 | 104,6 | 58,9  | 49,3  | 1 679,1 |
| Précipitations (mm)                 | 68,4  | 58,1  | 64,1  | 65,7  | 83,5  | 79,2  | 88,8 | 86    | 80,5  | 84,5  | 73,8  | 82,4  | 915     |
| dont pluie (mm)                     | 9,6   | 7,7   | 19,9  | 45,5  | 82,5  | 79,2  | 88,8 | 86    | 80,5  | 82    | 44,5  | 15,9  | 642     |
| dont neige (cm)                     | 58,8  | 50,4  | 43,2  | 20    | 1     | 0     | 0    | 0     | 0     | 2,6   | 29,3  | 66,4  | 271,7   |
| Nombre de jours avec précipitations | 1,8   | 1,3   | 4     | 9     | 13,9  | 13,7  | 15   | 13,8  | 14,4  | 15    | 7,4   | 2,2   |         |
| Nombre de jours avec neige          | 14,4  | 11    | 8,4   | 4,3   | 0,45  | 0     | 0    | 0     | 0     | 0,56  | 6,2   | 13,2  |         |

## Milieu naturel

### Flore

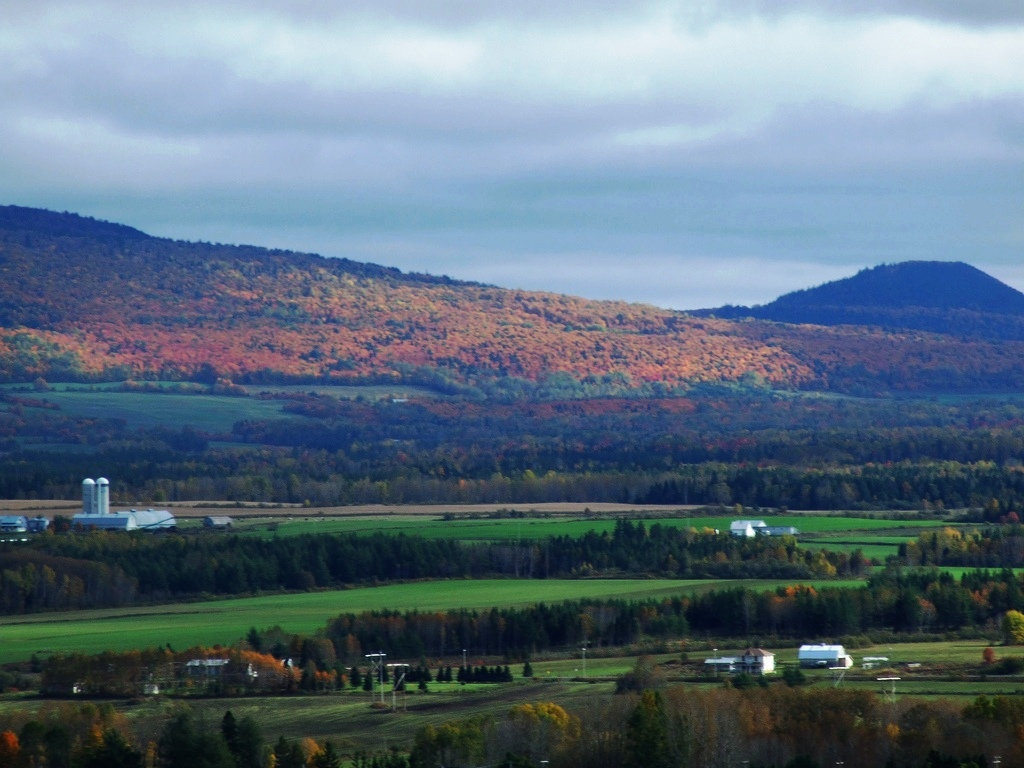
Les monts Chic-Chocs à Sayabec

La région du Bas-Saint-Laurent fait partie de la province naturelle des Appalaches dans le cadre écologique de référence du Québec. Les forêts du Bas-Saint-Laurent datent de 8 000 ans. En dehors des zones habités, elles couvrent presque l'ensemble du territoire. Elles sont de type boréales à dominante coniférienne. En ordre d'importance en superficie, les domaines forestiers du Bas-Saint-Laurent sont la sapinière à bouleau blanc, la sapinière à bouleau jaune, l'érablière à bouleau jaune et la sapinière à épinette blanche.
En effet, le domaine forestier dominant dans la plus grande partie du territoire est celui de la sapinière à bouleau jaune, un écotone qui marque une transition entre la zone tempérée nordique et la zone boréale. Il se situe surtout dans la partie la plus élevée du plateau appalachien. Ses espèces principales sont le sapin baumier, le bouleau blanc, l'épinette blanche et le sorbier ainsi que, dans une moindre mesure, le peuplier faux-tremble et le pin gris. Le second domaine en superficie est celui de la sapinière à bouleau jaune qui couvre 35 % du territoire végétal de la région. Il est surtout dans le Centre du Bas-Saint-Laurent entre Rivière-du-Loup et Rimouski. Ses principales espèces sont le sapin baumier, le bouleau jaune, l'épinette rouge, l'épinette blanche et le cèdre ainsi que, dans une moindre mesure, le peuplier faux-tremble, le bouleau blanc, le peuplier baumier et l'érable à épis.
Une analyse plus approfondie de la composition des forêts bas-laurentiennes fait tout de même apparaître des différences dans les peuplements en fonction notamment de l'élévation, de la nature des sols et de la latitude. Miroslav Grandtner classe l'extrémité sud-ouest du territoire et la bande littorale jusqu'à Rivière-du-Loup dans le domaine de l'érablière à bouleau jaune ; le moyen plateau avec la sapinière à bouleau jaune ; et les hauts plateaux sont caractérisés par la sapinière à bouleau blanc. Enfin, la sapinière à épinette noire se retrouve dans les monts Chic-Chocs.

### Faune

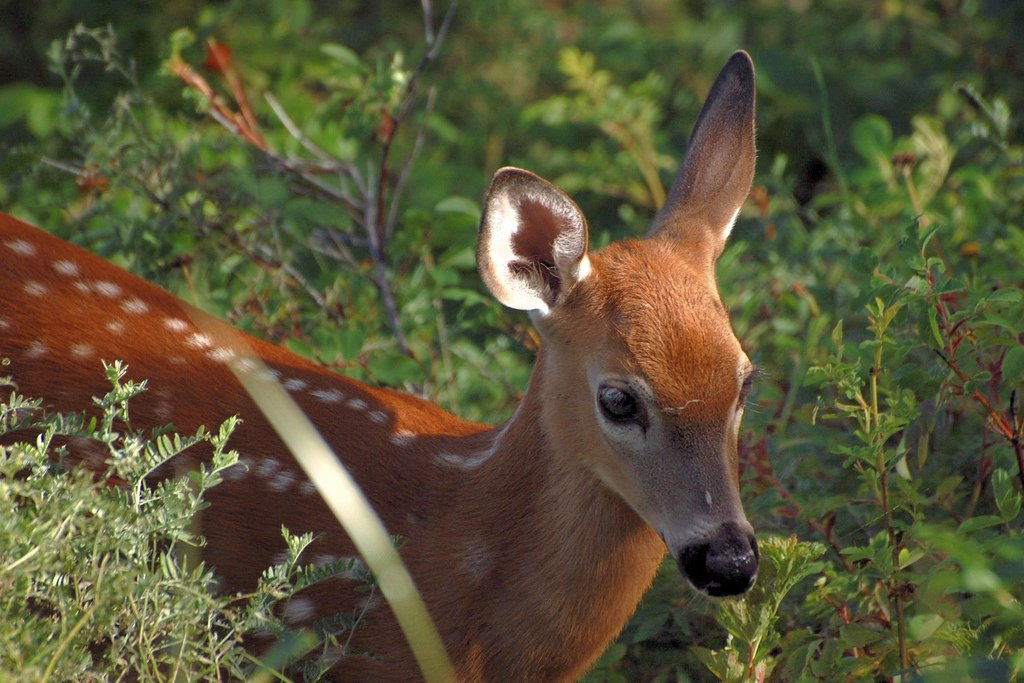
Un faon de cerf de Virginie au Parc national du Bic.

À l'instar de la faune québécoise, la faune bas-laurentienne est relativement pauvre en nombre d'espèces. Les épisodes glaciaires au Pléistocène ont chassé les animaux du territoire couvert par les glaces. Les animaux auraient avancé sur le territoire au rythme du recul des inlandsis qui ont graduellement reculé au Québec au cours des 18 000 dernières années.
Le recul des glaces et l'invasion de la mer de Goldthwait par l'estuaire amènent des mollusques comme la moule, la mye et le pétoncle. Des bélugas et d'autres baleines y séjournent. Selon les vestiges de mammifères marins retrouvés en altitude à l'intérieur des terres, on y rencontrait aussi des narvals, des morses et des phoques.
Sur terre, l'eider apparaît vers 10 300 BP et un mastodonte, proche du mammouth, aurait fréquenté le territoire avant de disparaître, il y a 8 000 ans. Aujourd'hui, le territoire est dominé par l'orignal, le cerf de Virginie et l'ours noir pour le gros gibier ; la gélinotte huppée, le tétras du Canada et le lièvre d'Amérique forment le petit gibier. Le rat musqué, le castor et le renard roux sont fréquents dans les forêts du Bas-Saint-Laurent.
La sauvagine, nombreuse et variée, séjourne en bordure de l'estuaire du Saint-Laurent. La bernache du Canada, l'oie blanche et la bernache cravant font escale dans les marais salés situés le long du littoral entre La Pocatière et Pointe-au-Père. Les diverses catégories de canard sont bien représentées. On y rencontre le canard noir, le canard pilet, deux sortes de sarcelles. Les canards plongeurs sont représentés par le garrot commun et le Fuligule à collier alors que l'eider commun le harelde kakawi, le garrot de Barrow et les macreuses forment le contingent de canards de mer.

### Milieux protégés

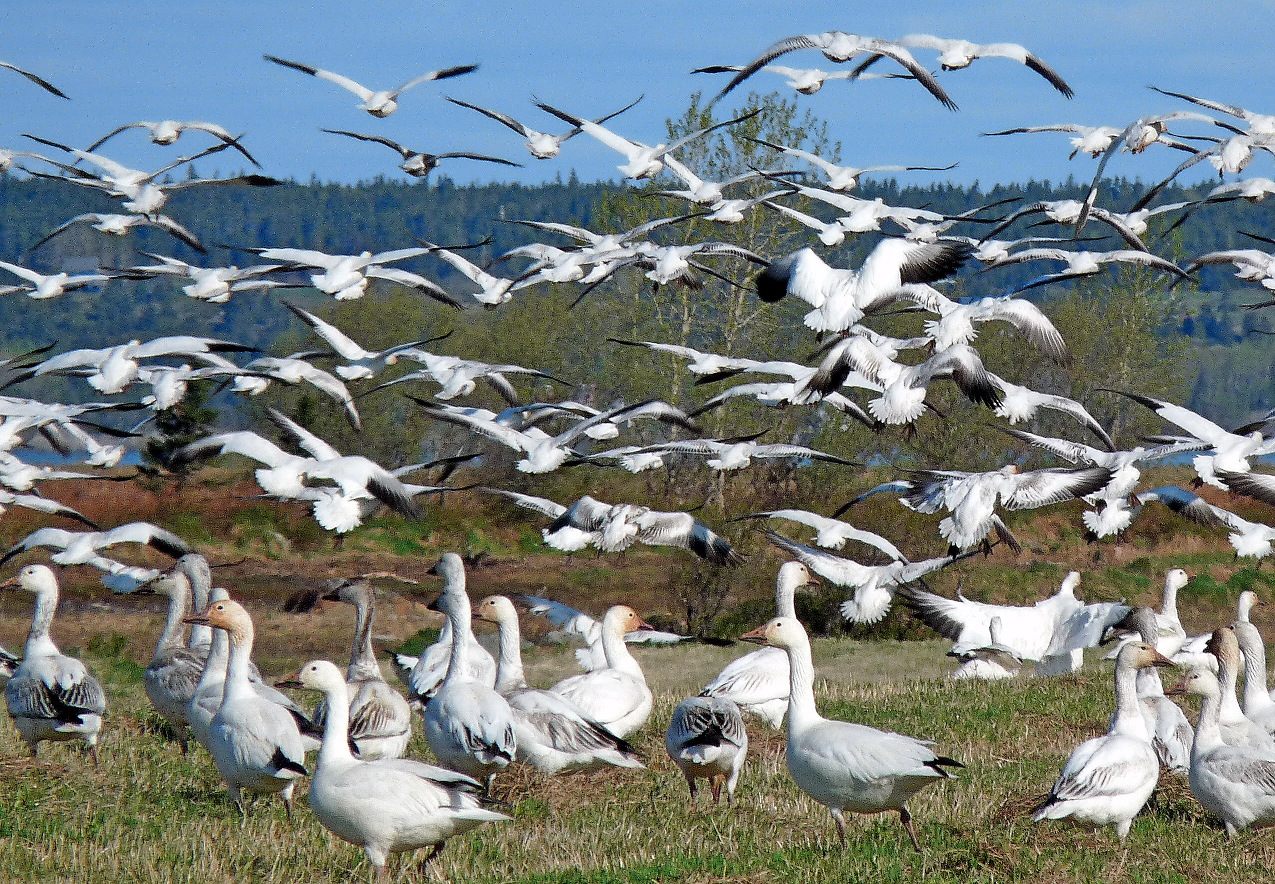
Les oies blanches de l'Isle-Verte.

Le Bas-Saint-Laurent n'a qu'une seule zone humide reconnue à la convention de Ramsar, la baie de l'Isle-Verte, qui comprend la réserve nationale de faune de la baie de l'Isle-Verte. Il s'agit d'un marais à spartines qui est une importante zone de nidification pour le canard noir, ainsi qu'une halte migratoire privilégiée pour la sauvagine au printemps.
La région comprend quatre parcs nationaux du Québec. Le parc national du Lac-Témiscouata est situé à l'est du lac Témiscouata et protège un élément représentatif des monts Notre-Dame ainsi que plusieurs vieilles forêts. Le parc national du Bic, près de Rimouski, protège quant à lui le littoral sud de l’estuaire du Saint-Laurent. Ses sommets plus élevés que dans la région qu'il représente incluent la présence de plusieurs plantes rares. Le parc national de la Gaspésie, dont seulement l'extrémité ouest est située dans la région, est caractérisé par plusieurs sommets de plus de 1 000 m d'altitude. Son climat varié et sa géomorphologie attirent une diversité de plantes unique au Québec. Finalement, la région comprend environ 30 % du parc marin du Saguenay–Saint-Laurent, premier parc marin du Québec. Il comprend le plus long fjord de l'Est du Canada ainsi qu'une partie du plus grand estuaire au monde, offrant une grande biodiversité marine. Fait unique au Canada, le parc marin est géré conjointement par les gouvernements du Québec et du Canada.
Plus élevé au niveau de protection de la nature, la région inclut trois réserves écologiques situées dans la partie centrale de la région, les réserves Fernald, Charles-B.-Banville et Irène-Fournier. Au même niveau de protection, on retrouve aussi six habitats floristiques, la plupart étant situés dans le Parc national de la Gaspésie.
Les plus grandes superficies protégées dans la région sont celle couverte par les aires de confinement du cerf de Virginie. Ces habitats fauniques couvrent à eux seuls 80 % des aires protégées de la région. La région comprend 27 % des aires protégées de cette désignation. Le second type d'aire protégée par superficie sont les aires de concentration d’oiseaux aquatiques, dont une grande partie (507 km2) sont en milieu marin.
Bien qu'ils ne sont pas considérés au sens strict comme des aires protégées, les territoires fauniques structurés pour la gestion de la faune couvrent 45,5 % du territoire de la région. Ils sont répartis entre quatre réserves fauniques, cinq zones d'exploitation contrôlée (zec), auxquels s'ajoutent deux réserves fauniques ; cinq zecs protègent des rivières à saumons.

## Démographie

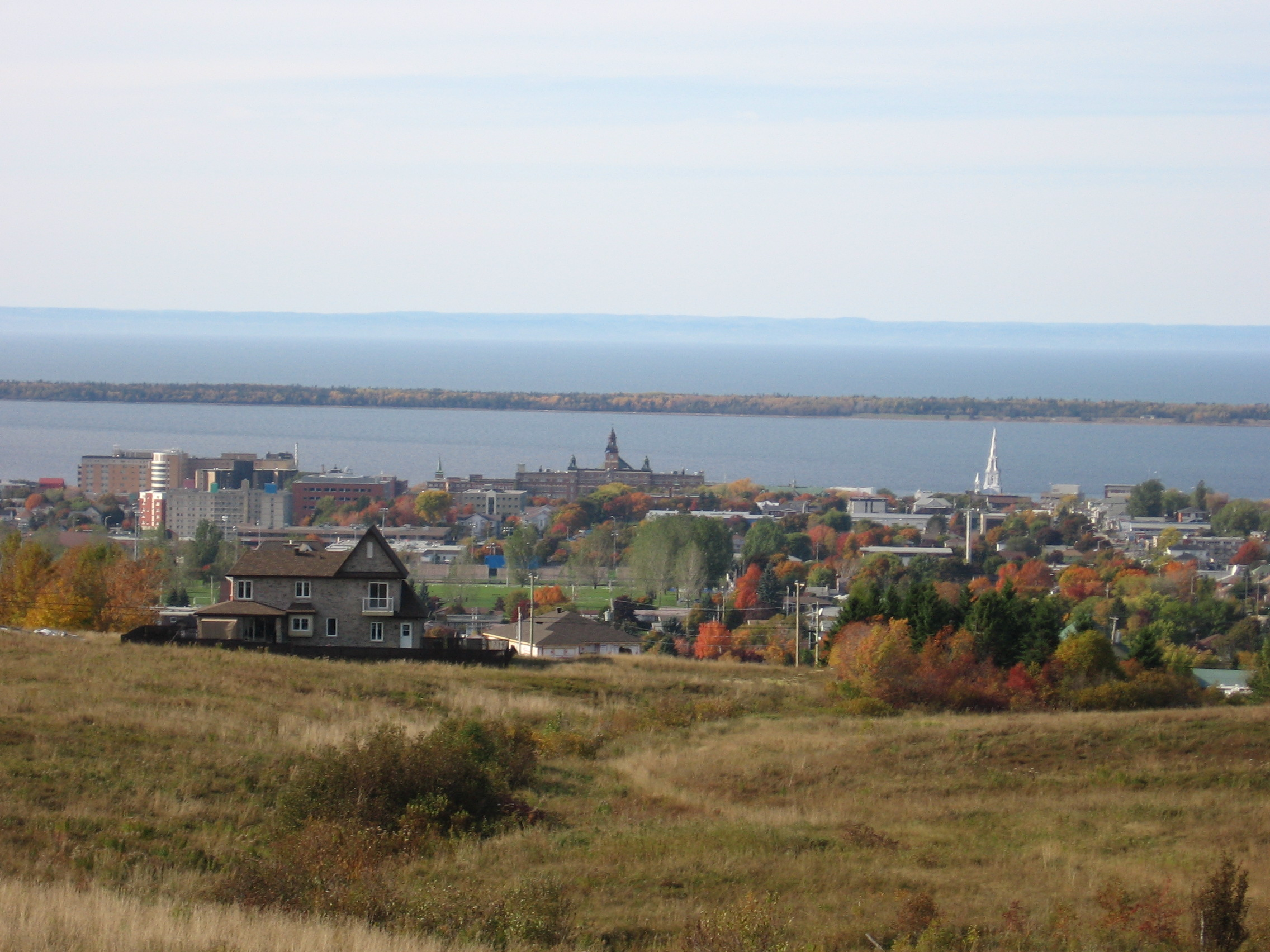
Rimouski, la plus grande ville du Bas-Saint-Laurent

Après avoir atteint son extension maximale au milieu du XXe siècle en raison de la forte natalité et d'une réduction des décès grâce à la chute de la mortalité infantile, le territoire habité et la population du Bas-Saint-Laurent ont décliné au cours des 50 dernières années. Ce constat n'est pas unique à la région : entre 1951 et 1991, la proportion de la population vivant sur la rive sud de l'estuaire — qui comprend la Côte-du-Sud, le Bas-Saint-Laurent et la Gaspésie —, a chuté de 9,3 à 5,4 % de la population totale du Québec. Les causes du déclin sont liées à des causes structurelles, comme la rationalisation de l'agriculture et l'épuisement de la ressource forestière, mais aussi à l'exode rural et à l'importante baisse de la natalité enregistrée à compter des années 1960.

### Population
| 1951    | 1961    | 1971    | 1981    | 1991    | 2001    | 2006    | 2011    | 2016    |
| ------- | ------- | ------- | ------- | ------- | ------- | ------- | ------- | ------- |
| 204 867 | 226 119 | 207 844 | 211 670 | 205 092 | 200 630 | 200 653 | 199 977 | 197 385 |

| 2021    | 2026 | 2031 | 2036 | 2041 | 2046 | 2051 | 2056 | 2061 |
| ------- | ---- | ---- | ---- | ---- | ---- | ---- | ---- | ---- |
| 199 039 | -    | -    | -    | -    | -    | -    | -    | -    |

La région du Bas-Saint-Laurent comptait 200 500 habitants le 1er juillet 2011, ce qui représente environ 2,5 % de la population totale du Québec. Ce nombre représente une baisse de 4 % sur les données de 1996. Plus de 40 % de la population vit dans deux MRC, Rimouski-Neigette (55 364 hab. en 2011) et Rivière-du-Loup (34 326 hab. en 2011).
Depuis 1951, la région du Bas-Saint-Laurent voit sa population stagner, voire décliner légèrement. Cette réalité cache deux phénomènes qui s'opposent : le rapide déclin des régions rurales et le renforcement des principaux pôles urbains, en particulier Rimouski et Rivière-du-Loup. La part de ces deux seules agglomérations dans la population totale de la région est passée de 16 % en 1951 à 34 % en 2001. La prédominance accrue de ces deux pôles urbains explique que les deux seules MRC qui ont connu un accroissement ininterrompu de leur population sur la période 1951-2001 sont les MRC de Rimouski-Neigette et de Rivière-du-Loup. À l'opposé, les MRC qui ne peuvent compter sur la présence d'un pôle urbain structurant, comme les MRC de La Matapédia, du Témiscouata et des Basques, sont les MRC où la population a le plus diminué.
Compte tenu de la baisse de population observée depuis 1951, alors même que la population du Québec augmentait de 82 %, il n'est pas étonnant de constater que la part de la région dans le Québec a chuté de 5,2 % en 1951 à 2,8 % en 2001.
|                   | 1951    | 1961    | 1971    | 1981    | 1991    | 2001    | 2006    | 2011    | 2016    | 2021    |
| ----------------- | ------- | ------- | ------- | ------- | ------- | ------- | ------- | ------- | ------- | ------- |
| Kamouraska        | 23 797  | 24 499  | 24 111  | 24 508  | 23 268  | 22 494  | 22 360  | 21 492  | 21 073  | 21 307  |
| Rivière-du-Loup   | 25 480  | 27 284  | 28 367  | 31 165  | 31 485  | 31 826  | 33 390  | 34 375  | 33 958  | 35 338  |
| Les Basques       | 15 430  | 16 300  | 13 453  | 11 919  | 10 325  | 9 848   | 9 451   | 9 142   | 8 694   | 8 873   |
| Témiscouata       | 34 128  | 33 567  | 26 720  | 25 226  | 23 348  | 22 420  | 21 745  | 20 572  | 19 574  | 19 492  |
| Rimouski-Neigette | 30 093  | 38 805  | 42 055  | 49 021  | 51 288  | 52 289  | 53 545  | 55 095  | 56 650  | 57 191  |
| La Mitis          | 24 409  | 27 341  | 24 150  | 22 166  | 20 157  | 19 326  | 19 390  | 18 942  | 18 210  | 18 363  |
| La Matapédia      | 29 792  | 31 544  | 24 556  | 22 106  | 20 887  | 19 920  | 19 386  | 18 573  | 17 925  | 17 592  |
| La Matanie        | 21 738  | 26 779  | 24 432  | 25 559  | 24 334  | 22 507  | 22 425  | 21 786  | 21 301  | 20 883  |
| Bas-Saint-Laurent | 204 867 | 226 119 | 207 844 | 211 670 | 205 092 | 200 630 | 201 692 | 199 977 | 197 385 | 199 039 |

### Âge
La population du Bas-Saint-Laurent est nettement plus âgée que celle du Québec dans son ensemble. En 2011, l'âge médian de la population bas-laurentienne était de 47,3 ans, ce qui la classe au deuxième rang à ce chapitre au Québec, derrière la région voisine de la Gaspésie–Îles-de-la-Madeleine (49,0 ans), et tout juste devant la Mauricie, qui prend la troisième place avec un âge médian de 47,2 ans. La proportion de jeunes de moins de 20 ans figure également parmi les plus faibles avec 19,5 %, comparativement à une moyenne de 21,7 % dans l'ensemble du Québec.
Comme c'est le cas pour les données sur la population, les données régionales sur la structure par âge indiquent des différences marquées entre les deux grandes MRC urbaines et leurs voisines rurales. La MRC Les Basques connaît un important vieillissement de sa population et compte la plus petite proportion de jeunes de 0 à 19 ans (17,5 %), la population de plus de 65 ans la plus importante (25,6 %) et l'âge médian le plus élevé avec 52,1 ans en 2011.

### Langues
La population du Bas-Saint-Laurent est presque uniquement de langue maternelle française selon le recensement de 2006. Chez les individus qui ne déclarent qu'une langue maternelle, 98,6 % déclarent le français, 0,6 % l'anglais et 0,8 % une autre langue. Seulement 315 personnes indiquent avoir le français et l'anglais comme langues maternelles, alors que 85 autres indiquent avoir le français et une autre langue.
La proportion de personnes déclarant pouvoir parler le français et l'anglais atteint 15,6 % au Bas-Saint-Laurent, comparativement à 40,6 % dans l'ensemble du Québec. Cette proportion est plus élevée dans les deux plus grandes villes de la région, atteignant 21,7 % à Rimouski et 18,0 % à Rivière-du-Loup. Parmi les villes de plus petite taille, Notre-Dame-du-Lac se démarque avec un taux de bilinguisme de 20,3 %. Dans l'ensemble de la région, 140 personnes déclarent ne parler que l'anglais, alors que 125 autres indiquent ne pouvoir parler ni le français ni l'anglais.

### Immigration
La Conférence régionale des élus considère que l'immigration est un enjeu majeur de développement économique et social pour le Bas-Saint-Laurent et consacre des efforts au recrutement de nouveaux arrivants, en plus d'établir des programmes de promotion et d'intégration pour les immigrants. Le Bas-Saint-Laurent a accueilli 585 immigrants entre 2001 et 2006, ce qui représente près de 30 % des 2 000 résidents d'origine immigrante installés dans la région selon le recensement de 2006. La MRC de Rimouski-Neigette a accueilli plus de la moitié (310) des nouveaux arrivants dans la région entre 2001 et 2006.
Ces chiffres doivent toutefois être mis en perspective, puisque 77,3 % des 236 975 nouveaux immigrants à s'établir au Québec entre 1998 et 2007 ont choisi la région métropolitaine de Montréal, le Bas-Saint-Laurent n'accueillant que 0,2 % des immigrants établis au Québec durant cette période,.

### Perspectives démographiques
Selon le plus récent scénario prospectif de l'Institut de la statistique du Québec, la population du Bas-Saint-Laurent devrait enregistrer une légère décroissance pour atteindre 198 600 personnes en 2031. Selon ce scénario, la proportion de personnes de 65 ans et plus devrait atteindre 36 % et être plus de deux fois celle de la population âgée entre 0 et 19 ans. La prévision démographique établit que l'âge médian de la population régionale devrait atteindre 53,0 ans, en hausse de 6 ans par rapport aux données les plus récentes. Le solde migratoire positif sera insuffisant pour combler la décroissance naturelle de la population.

## Histoire

### Préhistoire et protohistoire
Les premiers occupants du territoire connu aujourd'hui sous le nom de Bas-Saint-Laurent fréquentaient les rives de l'estuaire du Saint-Laurent peu de temps après le retrait des glaces. Des fouilles archéologiques menées dans les années 1980 et 1990 au Bic et à Rimouski indiquent une présence amérindienne au cours du Paléoindien récent, dans une fourchette de 9 000 à 8 000 ans avant le présent (BP), selon Pierre Dumais et Gilles Rousseau et de 10 000 à 8 000 ans BP selon Claude Chapdelaine.
Les sites paléoindiens découverts dans une ancienne plage à 80 m d'altitude et une terrasse marine renferment des outils en pierre et des éclats de taille témoignent d'une industrie lithique de la culture Plano[réf. souhaitée]. Ces nomades fréquentaient la région où ils pratiquaient la chasse, la pêche et la cueillette.
La seconde période, celle de l'Archaïque couvre environ 5 000 ans et débute vers 7 000 BP pour se terminer il y a 2 500 ans dans le sud du Québec. En 1977, les chercheurs avaient répertorié 19 sites dans la région ; six près de l'estuaire et treize à l'intérieur des terres. La période archaïque est caractérisée par des populations nomades utilisant une variété de techniques qui permettent d'exploiter plus systématiquement les ressources du territoire. Les sites sont souvent situés près de petits lacs ou le long de rivières, comme la rivière Touladi dans le Témiscouata. Les artéfacts découverts semblent indiquer que ces groupes privilégiaient la chasse plutôt que la pêche.
Quatre sites sont situés dans le Parc national du Bic. Le plus ancien, daté d'il y a 4 000 ans, est situé sur la rive est du cap à l'Orignal. Il s'agit d'une ancienne terrasse marine abandonnée à peine 1 000 ans plus tôt par la mer de Goldthwait. En plus d'outils et d'éclats, les archéologues ont aussi trouvé des pierres cassées et rougies, signe que les occupants ont aménagé des foyers pour se chauffer, cuire leurs aliments et peut-être même pour fumer de la viande.

### Peuple Malécite
Présents depuis des milliers d’années, les Malécites ont toujours été des nomades vivant essentiellement de la chasse, de la pêche et du commerce avec les autres nations.
Le gouvernement et le clergé souhaitant sédentariser cette population, une réserve est créée pour eux en 1827 sur le territoire de l’actuelle municipalité de Saint-Épiphane.
En 1891, le gouvernement acheta une parcelle de terre à Cacouna pour créer la réserve de Cacouna 22, la plus petite réserve indienne du pays. Quelques habitations y furent construites, mais elle était trop petite pour qu'un grand nombre de Malécites puissent s'y établir. Le dernier habitant de la réserve fut le chef Jacques Launière qui mourut dans les années 1970.
La Première Nation malécite de Viger fut reconnue par le gouvernement du Québec en 1989.

### Peuple basque
Tout comme les Normands et les Bretons, les pêcheurs basques exploitent les ressources marines de l'estuaire et du golfe du Saint-Laurent au XVIe siècle. Leur présence est attestée dès les années 1520 et devient plus fréquente immédiatement après les explorations de Jacques Cartier.
Vers 1560, les Basques disposent d'une flotte d'une centaine de morutiers et d'une trentaine de baleiniers. Ils exploitent d'abord les ressources présentes en grande quantité dans le golfe et sur les bancs de Terre-Neuve, mais vers 1570, il semble que la raréfaction des colonies de baleines les poussent à venir pourchasser ces mammifères marins jusque dans l'estuaire moyen du Saint-Laurent.
La chasse se concentre à la hauteur du fjord du Saguenay. L'île aux Basques, située en face de Trois-Pistoles, sur la rive sud de fleuve Saint-Laurent, devient alors l'un des endroits privilégiés par les Basques pour y dépecer et y faire fondre le gras des baleines capturées dans les environs. Trois fourneaux témoignent encore de nos jours de cette activité.

### Colonisation européenne du littoral
Bien que, pendant le régime français, plus d'une vingtaine de seigneuries aient été concédées le long du littoral du fleuve, jusqu'à La Mitis, et même à l'intérieur des terres (seigneuries de Madawaska, du Lac-Mitis et du Lac-Matapédia) le peuplement du Bas-Saint-Laurent demeure marginal jusqu'en 1790. À l'exception de la région de Kamouraska, dont la colonisation se fait rapidement, dans le prolongement de la Côte-du-Sud et du chemin royal, le Bas-Saint-Laurent reste longtemps isolé.
Au moment de la Conquête, vers 1760, la population à l'est du Kamouraska est composée de quelques dizaines de familles de pionniers et se concentre dans quatre seigneuries : Rivière-du-Loup, L'Isle-Verte, Trois-Pistoles et Rimouski. En 1790, le Bas-Saint-Laurent, à l'exclusion du Kamouraska, compte à peine 1 250 habitants répartis sur plusieurs centaines de kilomètres de côtes, entre Notre-Dame-du-Portage et Matane.
La réalisation du chemin du Portage permettant de relier la vallée du Saint-Laurent aux colonies anglaises des Maritimes, vers 1783, rompt quelque peu l'isolement d'une partie du territoire, mais n'entraîne pas l'établissement d'une population sédentaire sur son parcours.
Entre 1790 et 1831, la population du Bas-Saint-Laurent dans l'ancien comté de Rimouski (à l'est du Kamouraska) passe de moins de 1 000 à 10 000 habitants. Celle du comté de Kamouraska triple presque en passant de 5 500 à 15 000 âmes. Cette augmentation de population est alimentée à la fois par une forte croissance naturelle et par un courant migratoire en provenance des régions plus à l'ouest. Ce peuplement permet l'occupation pratiquement continue du rang du bord de l'eau et, en plusieurs endroits, l'occupation des premières terrasses de l'intérieur des terres. À Cacouna, en 1831, le peuplement a déjà progressé jusqu'au 4e rang. C'est aussi à cette période que l'isolement est rompu : en 1830, on peut se rendre jusqu'à Rimouski par le chemin royal.
Les années qui suivent la conquête sont difficiles pour le clergé catholique. Même si la population justifie leur création, l'évêque éprouve de la difficulté à faire reconnaître de nouvelles paroisses par les autorités britanniques. La première paroisse du Bas-Saint-Laurent à l'est du Kamouraska est Cacouna, qui voit le jour en 1825, un siècle et demi après l'arrivée des premiers défricheurs. Bien que quelques familles d'origines écossaises s'installent dans les années 1820 dans la région de Métis, accompagnant le seigneur MacNider, la population francophone demeurera en forte majorité francophone dans la région.
La période pendant laquelle la pression démographique s’accroît sur les terres agricoles du territoire est aussi une période de grands bouleversements pour les autochtones de la région.

### Ouverture du territoire

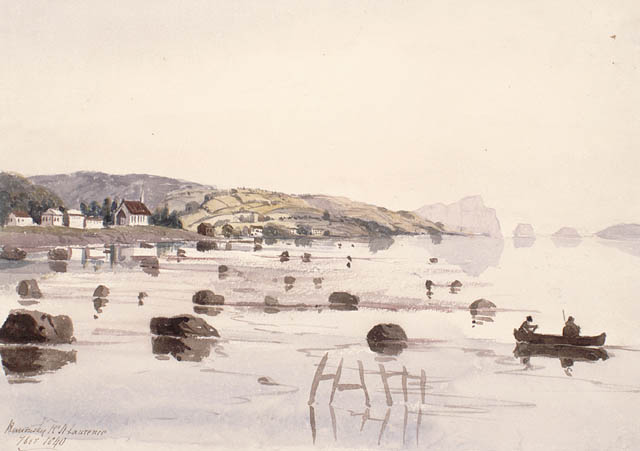
L'embouchure de la rivière Rimouski et le village en 1840.

La région se peuple à compter du deuxième tiers du XIXe siècle, passant de 400 résidents en 1829 à 11 169 en 1881. Trois facteurs expliquent cette augmentation. D'abord, l'agriculture se développe sur les basses-terres. Des entrepreneurs comme William Price établissent des usines de sciage qui procurent de l'emploi en usine et en forêt, profitant d'une conjoncture favorable à l'exportation vers la Grande-Bretagne et les États-Unis. Enfin, Rimouski développe une vocation de centre de services régional avec l'établissement d'un palais de justice en 1862, la création du diocèse de Rimouski en 1867 et l'ouverture du séminaire en 1871.
Le développement des transports — et en particulier la desserte du chemin de fer Intercolonial, à compter de 1873 —, donne une impulsion au commerce et entraîne la spécialisation de l'agriculture vers la production laitière. Profitant d'importants territoires de coupe dans l'arrière-pays, l'entreprise Price Brothers and Company construit une importante scierie à l'embouchure de la rivière Rimouski en 1899. La Grande Dépression des années 1930 réduit la demande de bois et force une partie de la population à migrer vers l'intérieur des terres; la période de colonisation de 1880-1930 comporte plusieurs échecs menant à la fermeture de paroisses à cause de l'exode de ses habitants. Avec la création des colonies d’Esprit-Saint, de La Trinité-des-Monts et de Saint-Eugène-de-Ladrière, le territoire habité atteint son extension extrême.
En mai 1950, l'incendie de l'usine de Price Brothers embrase une grande partie de Rimouski et force la région à réorienter ses activités vers les services. Le développement de projets miniers, forestiers et hydroélectriques sur la Côte-Nord permettent à des entrepreneurs comme Jules-A. Brillant de développer un commerce prospère dans les secteurs des communications, du transport, du commerce de gros et de la construction. Avec l'activité accrue de l'État à compter de la Révolution tranquille, Rimouski confirme son statut de chef-lieu régional et de centre de services. Cette réorientation de l'économie régionale aura cependant un impact négatif sur l'arrière-pays, qui se dépeuple au profit de la ville-centre et des municipalités limitrophes, telles que Saint-Anaclet-de-Lessard et les anciennes municipalités du Bic, de Rimouski-Est et de Pointe-au-Père.

### Époque contemporaine

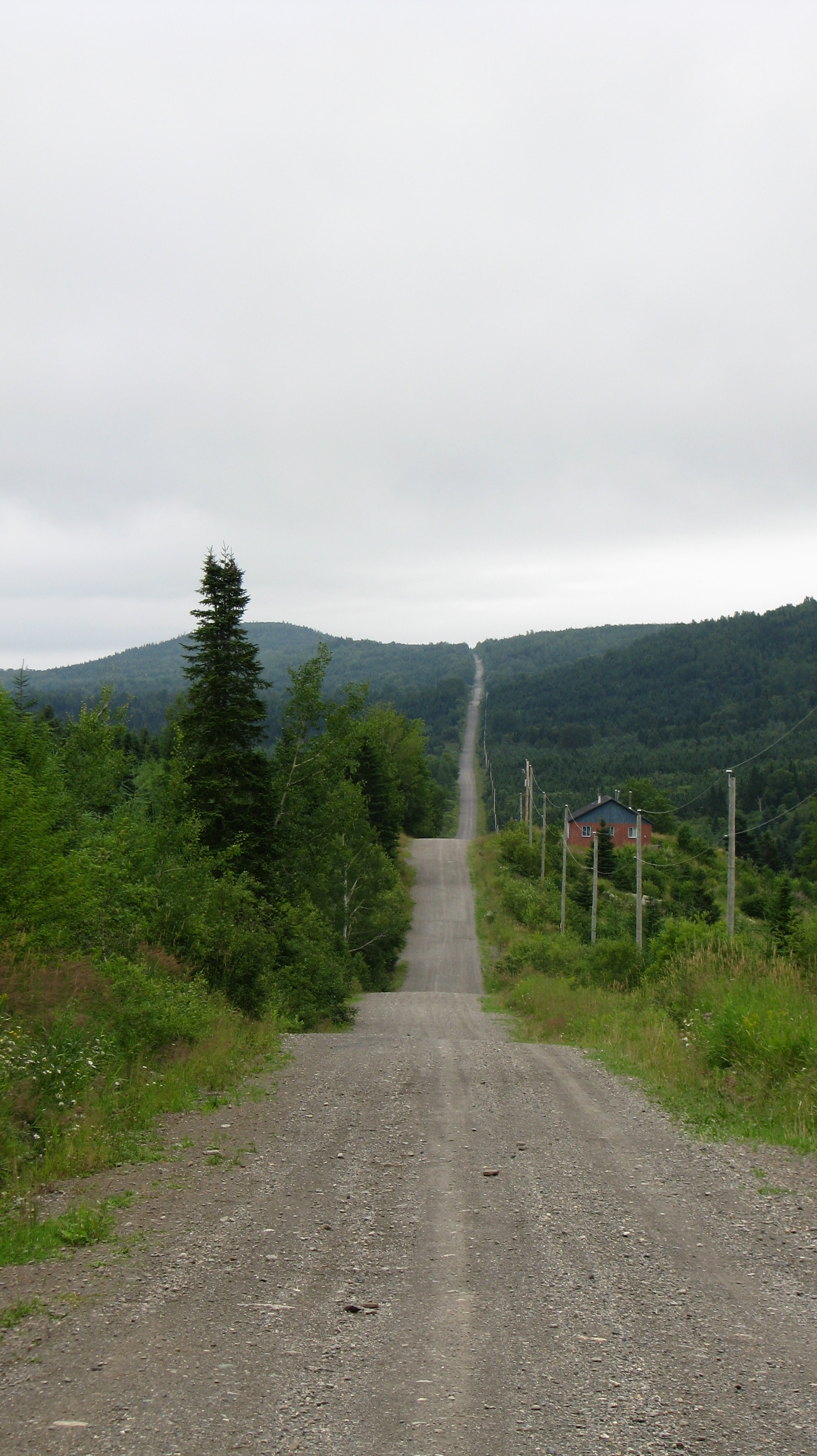
Le rang 12 dans l'ancien village de Saint-Nil, près de Matane, abandonné dans le cadre des délocalisations du plan d'aménagement des années 1960.

Face à cet exode dans les régions rurales, les gouvernements fédéral et provincial conviennent d'établir, au début des années 1960, un programme-pilote d'aménagement du territoire en Gaspésie et au Bas-Saint-Laurent. Le Bureau d'aménagement de l'Est du Québec (BAEQ) est fondé en 1963 et les aménagistes travaillent pendant trois ans sur un plan de développement pour augmenter le niveau de vie de la population en augmentant notamment la formation et la mobilité de la main-d'œuvre. La deuxième phase du plan implique la fermeture de villages dans l'arrière-Pays-Bas-laurentien et le transfert de milliers de personnes.
Un mouvement d'opposition, les « Opérations Dignité », sont organisées entre 1970 et 1972 dans les communautés touchées par les curés des paroisses affectées. La première de ces opérations s'organise dans l'arrière-pays de Matane et dans la vallée de la Matapédia, suivies d'une seconde dans l'arrière-pays rimouskois et au Témiscouata et d'une troisième dans l'extrémité est de la Gaspésie. Les gouvernements reculent face à cette levée de boucliers et renoncent à la fermeture de ces villages.
Au début des années 1980, le gouvernement du Québec décentralise ses politiques d'aménagement et accorde aux régions une responsabilité dans la planification du territoire. Les anciens conseils de comté créés au lendemain de l'abolition du régime seigneurial, en 1855, sont transformés en municipalités régionales de comté (MRC) en 1982 et se voient notamment confier la responsabilité de préparer des schémas d'aménagement du territoire.
Constatant l'échec d'une fusion forcée entre les deux régions dans les années 1960, la région administrative du Bas-Saint-Laurent-Gaspésie-Îles-de-la-Madeleine est scindée par le gouvernement en décembre 1987 ; la nouvelle région administrative du Bas-Saint-Laurent retrouve en gros sa frontière orientale dessinée en 1788 lors du premier découpage du territoire à des fins administratives. À cette occasion, la MRC de Kamouraska deviendra la huitième MRC de la région.
En 2012, la région compte 130 municipalités — dont 114 municipalités locales — regroupées au sein de 8 MRC. Le nombre de municipalités est en baisse constante depuis 25 ans. Il est passé de 145 en 1986 à 135 en 1996. Six de ces MRC comportent un accès direct à l'estuaire du Saint-Laurent ; les deux autres — La Matapédia et le Témiscouata — sont entièrement enclavées.
Quatorze territoires non organisés, généralement non habités, ne sont pas constitués en municipalités. Ces territoires, qui représentent 37 % de la superficie terrestre de la région, sont administrés par les municipales de comté qui sont responsables des services locaux.
À ces territoires s'ajoutent deux réserves indiennes sous la juridiction de la Première Nation Wolastoqiyik Wahsipekuk, une Première Nation malécite. Les bureaux de la communauté sont érigés sur un terrain de 0,17 ha, situé sur le bord du fleuve à Cacouna, alors qu'un lot de 161 ha, situé en bordure de la route 185 dans un territoire boisé du canton de Whitworth, nommé Kataskomiq, sert de lieu de rassemblement communautaire. Les deux territoires ne comptent aucun habitant permanent.

## Administration

### Table des préfets et conférence régionale des élus
| Nom                               | Président(e)  | Siège    | Région            |
| --------------------------------- | ------------- | -------- | ----------------- |
| Ancienne CRÉ du Bas-Saint-Laurent | Michel Lagacé | Rimouski | Bas-Saint-Laurent |

#### Municipalités régionales de comté
| MRC               | Chef-lieu              | Superficie en terre ferme (km2) | Population (hab.) | Densité (hab./km2) |  |
| ----------------- | ---------------------- | ------------------------------- | ----------------- | ------------------ |  |
| Kamouraska        | Saint-Pascal           | 2 244,1                         | 21 154            | 9,4                |  |
| La Matanie        | Matane                 | 3 314,4                         | 21 793            | 6,6                |  |
| La Matapédia      | Amqui                  | 5 354,1                         | 18 205            | 3,4                |  |
| La Mitis          | Mont-Joli              | 2 283,1                         | 18 982            | 8,3                |  |
| Les Basques       | Trois-Pistoles         | 1 114,0                         | 8 954             | 8,0                |  |
| Rimouski-Neigette | Rimouski               | 2 694,2                         | 55 457            | 20,6               |  |
| Rivière-du-Loup   | Rivière-du-Loup        | 1 282,2                         | 34 302            | 26,8               |  |
| Témiscouata       | Témiscouata-sur-le-Lac | 3 898,7                         | 20 987            | 5,4                |  |
| Bas-Saint-Laurent | Rimouski               | 22 185                          | 199 834           | 9,0                |  |

#### Villes

##### Rimouski

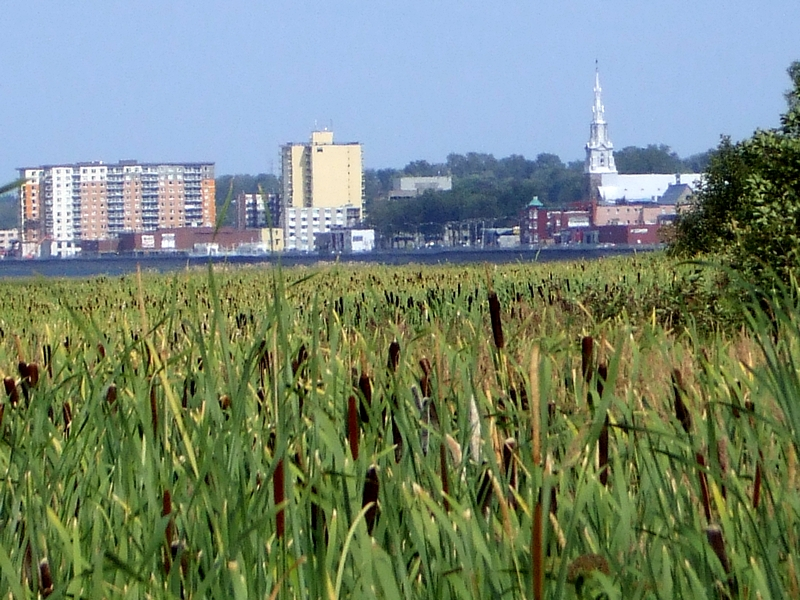
La ville de Rimouski vue des berges du fleuve.

Centre de services, la ville de Rimouski est le principal centre urbain du Bas-Saint-Laurent et de la rive sud, à l'est de Québec. Située à environ 325 km à l'est de la capitale nationale, la ville est la métropole économique, sociale et culturelle de la région. Plusieurs institutions régionales majeures, comme l'Université du Québec à Rimouski, le cégep de Rimouski, l'archidiocèse catholique, le Palais de justice, l'administration publique fédérale et provinciale, le siège social de plusieurs entreprises et l'hôpital régional de Rimouski, le plus important centre hospitalier de l'Est du Québec, y ont pignon sur rue.
Avec une population de 47 687 personnes en 2012, la nouvelle ville a été créée en 2002, dans le cadre des réorganisations municipales qui ont eu lieu à travers le Québec. La ville de Rimouski a été fusionnée avec les municipalités de Rimouski-Est, Pointe-au-Père, Sainte-Odile-sur-Rimouski, Sainte-Blandine et Mont-Lebel pour former la nouvelle ville. Un autre processus de fusion municipale a ajouté le territoire du village du Bic à la ville le 16 septembre 2009. La superficie de la nouvelle ville est de 529,5 km2 et s'étend le long de la route 132 et du fleuve sur une longueur de 50 km.

##### Rivière-du-Loup

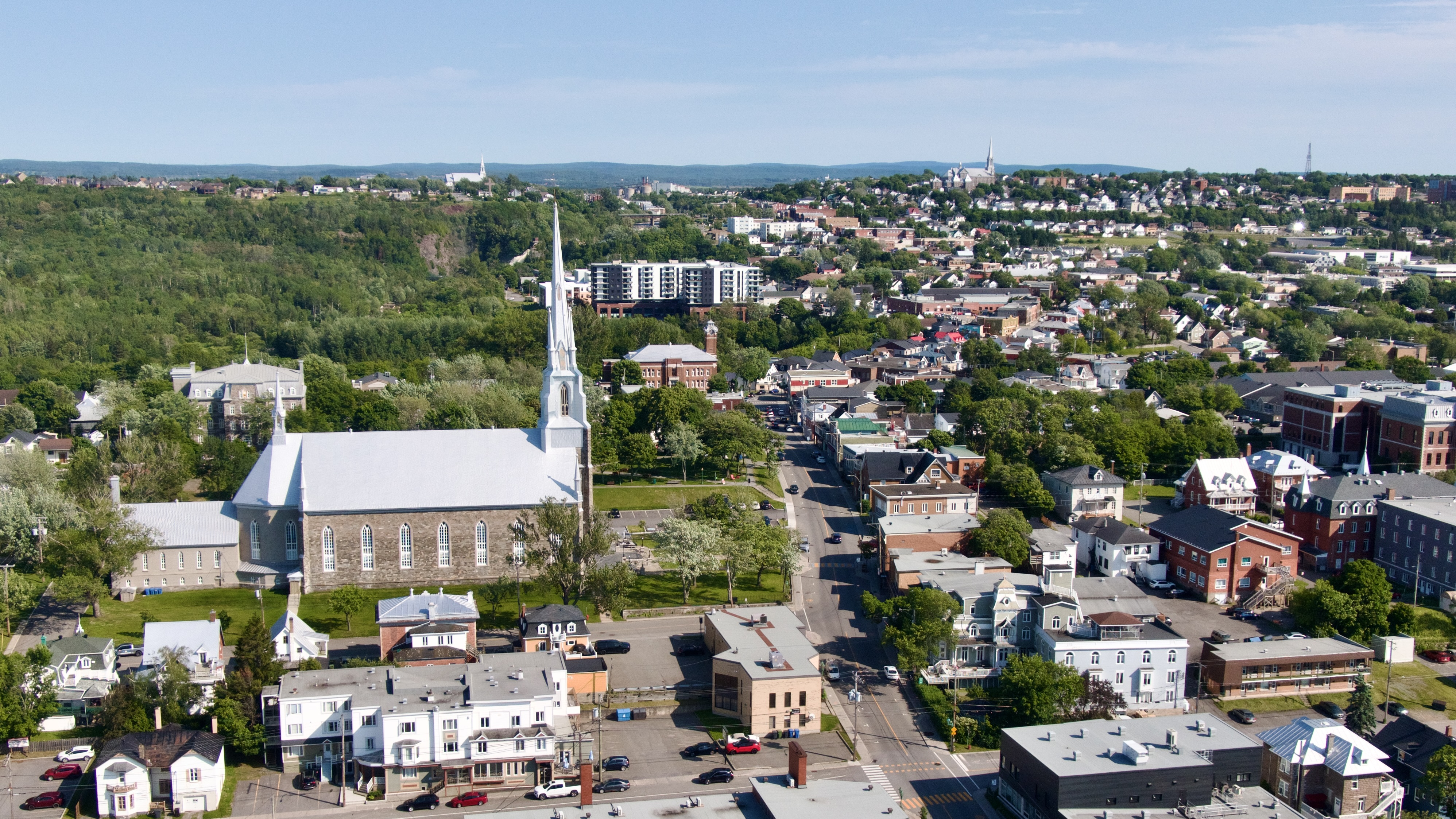
Rivière-du-Loup, vue à partir du secteur de la Pointe, à la confluence de la rivière du Loup et du Saint-Laurent.

Rivière-du-Loup est la deuxième ville en importance au Bas-Saint-Laurent. Principale concurrente de Rimouski, la ville compte 19 695 habitants en 2012. Elle est le fruit du regroupement de Rivière-du-Loup et de la municipalité de la paroisse de Saint-Patrice-de-la-Rivière-du-Loup.
Connue, entre 1845 et 1919, sous le nom de Fraserville[réf. nécessaire], la ville a historiquement joué un rôle dans le transport des personnes et des biens des provinces maritimes vers l'intérieur du continent. Elle a constitué une escale dans l'itinéraire du chemin de fer du Grand Tronc et de l'Intercontinental. De nos jours, elle est un point de passage de la route Transcanadienne, à l'intersection des autoroutes 20 vers Québec et Montréal et la 85 vers Edmundston et le Nouveau-Brunswick[réf. nécessaire].
Elle est un centre régional important grâce à son hôpital, son palais de justice, le Centre hospitalier du Grand Portage et le cégep de Rivière-du-Loup.
Son économie repose sur l'extraction et la transformation de la tourbe et la fabrication[réf. nécessaire].

##### Matane

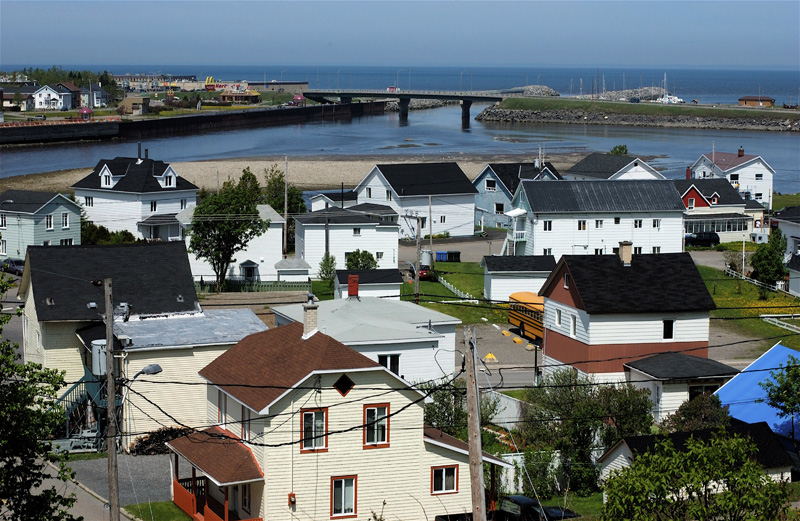
La ville de Matane

La ville de Matane se classe au troisième rang des villes de la région pour sa population. Concédée en fief et seigneurie à Mathieu D'Amours comme poste de pêche et de traite des fourrures en 1677, elle est la ville la plus orientale du Bas-Saint-Laurent. Matane est parfois considérée comme une ville de la Gaspésie. Deux petites municipalités adjacentes, Petit-Matane et Saint-Luc-de-Matane, ont été rattachées à la ville en 2001. Matane compte 14 504 habitants en 2012.
Particulièrement reconnue pour ses crevettes — la crevette nordique du Canada (Pandalus borealis) —, la ville a diversifié son économie, autrefois dépendante des pêches et des pâtes et papiers. Elle produit aujourd'hui des tours et des nacelles d'éoliennes dans deux usines, une entreprise transforme du porc tandis qu'une autre fabrique des tuyaux de béton. Le Cégep de Matane dessert une population étudiante du Bas-Saint-Laurent et d'une partie de la Gaspésie et deux traversiers, l'un pour les véhicules routiers et l'autre pour les wagons de chemin de fer, relient la ville à la Côte-Nord.

##### Autres villes

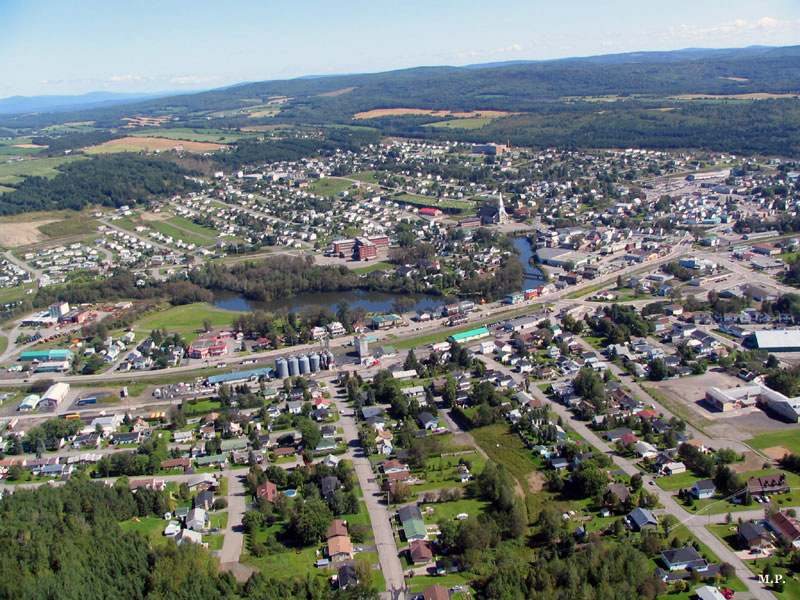
La ville d'Amqui dans La Matapédia

Mont-Joli (population en 2012 : 6 673 hab.) est une plaque tournante des transports dans l'Est du Québec. Formant le terminus oriental de l'autoroute 20 depuis 2008, la ville dispose d'une gare et d'un aéroport régional offrant des vols réguliers vers Montréal, Québec, la Côte-Nord et les Îles de la Madeleine. Une fonderie et des usines de transformation des produits forestiers, comptent parmi les principaux employeurs de la ville.
Située à la confluence des rivières Matapédia et Humqui, Amqui (population en 2012 : 6 292 hab.) est la principale ville de la vallée de la Matapédia et le chef-lieu de sa MRC. Fondée en 1907, l'exploitation forestière a longtemps constitué la principale activité de la ville. Aujourd'hui, l'industrie forestière matapédienne cherche à maximiser l'utilisation du bois avec des projets de mise en valeur la biomasse résiduelle à des fins énergétiques et le développement de produits et services de deuxième et troisième transformation avec les travaux du Service de recherche et d’expertise en transformation des produits forestiers (SEREX), rattaché au Centre matapédien d'études collégiales.
Témiscouata-sur-le-Lac (population en 2012 : 5 085 hab.), est le résultat de la fusion des villes de Cabano et de Notre-Dame-du-Lac en 2010. À l'instar de la MRC du Témiscouata, dont elle est le chef-lieu, la ville doit principalement sa prospérité à l'agriculture, à l'acériculture et à l'exploitation forestière. Depuis 1976, l'usine Norampac de l'entreprise Cascades y fabrique du papier cannelure. Une scierie du Groupe Lebel et un fabricant de maisons usinées sont également établis dans la municipalité.
La Pocatière (population en 2012 : 4 242 hab.) est la plus grande ville de la MRC de Kamouraska. Siège du diocèse catholique, du cégep de La Pocatière et de l'un des deux campus de l'Institut de technologie agroalimentaire, la ville a une vocation agricole remontant à la fin du XVIIe siècle. Son économie profite de la présence d'une usine d'assemblage de matériel roulant de l'entreprise Bombardier Transport.
Trois-Pistoles (population en 2012 : 3 471 hab.) est le chef-lieu de la municipalité régionale de comté Les Basques, la moins populeuse des huit MRC bas-laurentiennes. Son économie est dominée par l'agriculture et le tourisme.

## Politique

### Ministre responsable
Il n'existe pas d'instance politique élective responsable de gérer une région et celles-ci ne bénéficient pas de la personnalité morale. Cependant, le ministre responsable, appelé à traiter des enjeux locaux avec le reste du gouvernement ou au nom de ce dernier auprès de la population, est nommé pour chaque région.
| Années | Années          | Député                  | Parti                   |
| ------ | --------------- | ----------------------- | ----------------------- |
|        | 2012 - 2014     | Pascal Bérubé           | Parti québécois         |
|        | 2014 - 2018     | Jean D'Amour            | Parti libéral du Québec |
|        | 2018 - 2021     | Marie-Eve Proulx        | Coalition avenir Québec |
|        | 2021 - 2022     | Caroline Proulx         | Coalition avenir Québec |
|        | 2022 - en cours | Maïté Blanchette Vézina | Coalition avenir Québec |

### Circonscriptions électorales

#### Circonscriptions électorales provinciales
Depuis la révision de la carte électorale québécoise de 2011, trois circonscriptions électorales sont entièrement situées en territoire bas-laurentien : Matane-Matapédia, Rimouski et Rivière-du-Loup–Témiscouata. Les électeurs de la partie ouest du territoire font partie de la circonscription de Côte-du-Sud, qui est partagée entre les régions du Bas-Saint-Laurent et de Chaudière-Appalaches.
- Côte-du-Sud : Mathieu Rivest (CAQ)
- Rimouski : Maïté Blanchette Vézina (CAQ)
- Rivière-du-Loup–Témiscouata : Amélie Dionne (CAQ)
- Matane-Matapédia : Pascal Bérubé (PQ)

#### Circonscriptions électorales fédérales
Les circonscriptions électorales fédérales débordent sur les régions voisines de la Gaspésie–Îles-de-la-Madeleine et de Chaudière-Appalaches, à l'exception de Rimouski-Neigette—Témiscouata—Les Basques qui est intégralement située au Bas-Saint-Laurent.
- Avignon—La Mitis—Matane—Matapédia : Kristina Michaud (BQ)
- Montmagny—L'Islet—Kamouraska—Rivière-du-Loup : Bernard Généreux (PCC)
- Rimouski—La Matapédia : Maxime Blanchette-Joncas (BQ)

Côte-du-Sud—Rivière-du-Loup—Kataskomiq—Témiscouata
Rimouski—La Matapédia

### Tendances politiques
À l'exception de celle de Rimouski, toutes les circonscriptions de la région se sont prononcées en faveur du « non » lors du référendum de 1980. En 1992, les cinq circonscriptions bas-laurentiennes refusent l'accord de Charlottetown. Trois ans plus tard, toutes les circonscriptions votent en faveur de l'option du « oui » au référendum de 1995.

## Économie
L'économie bas-laurentienne a longtemps été dominée par deux secteurs traditionnels : l'agriculture et l'industrie forestière, et selon les endroits, la pêche et le tourisme. La pêche traditionnellement exploitait principalement des espèces comme la morue, le harang et l'anguille; celle-ci était complétée par la cueillette de crustacés ainsi que la récolte de varech. Ce dernier produit était soit exporté vers les États-Unis, ou entrait localement dans la fabrication de coussins et de matelas. Si l'agriculture n'est pratiquée originellement que dans l'étroite plaine littorale près du fleuve, l'exploitation forestière elle est déjà importante dans la première moitié des années 1800, et s'étendra par la suite considérablement vers les plateaux de l'arrière-pays.
Depuis le début du XXIe siècle, la région se tourne davantage vers la deuxième et la troisième transformation de ces ressources et tente de développer de nouveaux créneaux, notamment dans le secteur des technologies et des biotechnologies marines, de l'écoconstruction et de la valorisation de la tourbe. Comme dans l'ensemble du Québec, l'économie régionale est dominée par les petites et moyennes entreprises : 96 % des entreprises de la région emploient moins de 50 personnes.

### Produit intérieur brut et revenu disponible
Considérée comme une « région-ressource » par le gouvernement du Québec, l'économie du Bas-Saint-Laurent présente deux réalités différentes. La région dispose de quatre pôles de développement industriel — Rimouski, Rivière-du-Loup, La Pocatière et Matane —, qui ont profité de l'émergence de l'économie du savoir et de la haute technologie pour assurer leur développement. Ailleurs dans la région, des communautés plus petites et souvent mono-industrielles dépendent de secteurs qui ont connu des aléas au cours des dernières années.
L'Institut de la statistique du Québec rapporte que le produit intérieur brut de la région s'est élevé à 5,8 milliards de dollars en 2009, en hausse de 1,3 % sur l'année précédente. La tertiarisation de l'économie est responsable de la croissance et les services représentent maintenant 70 % de l'économie régionale, un chiffre qui se rapproche de la moyenne québécoise de 71,6 %. Dans le secteur de la production de biens, les industries traditionnelles sont en forte baisse : l'exploitation forestière dégringole de 25 %, alors que la fabrication de produits en bois et l'industrie du papier enregistrent chacune des baisses de plus de 12 %.
Le PIB par habitant dans la région s'élève à 30 376 $ en 2010, ce qui place le Bas-Saint-Laurent au 13e rang parmi les 17 régions québécoises. Le revenu disponible s'établit à 29 069 $. En excluant les impôts directs et les cotisations sociales, le revenu par habitant est de 23 044 $, le plus faible au Québec après la région voisine de la Gaspésie–Îles-de-la-Madeleine.
Chaque Bas-Laurentien reçoit, en moyenne, 7 021 $ à titre de paiements de transferts gouvernementaux, un montant supérieur à la moyenne québécoise de 5 878 $. Le taux de chômage plus élevé que la moyenne et la proportion plus élevée de personnes éligibles aux prestations du programme de la Sécurité de la vieillesse et de la Régie des rentes du Québec expliquent cette différence.
Ces chiffres d'ensemble masquent des différences entre les deux MRC les plus urbanisées — Rimouski-Neigette et Rivière-du-Loup — et les autres. Ainsi, le revenu disponible dans la région de Rimouski (25 165 $) est environ 20 % plus élevé que dans les MRC du Témiscouata (20 306 $) et de La Matapédia (20 603 $).

### Emploi
Bien qu'elle se situe au 12e rang parmi les 17 régions québécoises, la région affiche un taux de chômage de 8,0 % en 2011, en baisse de 2,0 points sur l'année précédente. Le taux d'activité se situe à 58,7 % et le taux d'emploi à 54,1 %, en hausse d'un demi-point sur les données de 2010. Cette progression du taux d'emploi s'explique en partie par la contraction du nombre de personnes en âge de travailler — qui chute de 1 400 —, ainsi que par une légère augmentation des emplois disponibles (+800). Les 90 200 personnes employées dans la région sont réparties presque également entre hommes et femmes ; un peu moins du quart des travailleurs bas-laurentiens (21 800) œuvrent dans des industries productrices de biens.
Une étude menée en 2009 par la firme de consultants Secor indique que la diminution de la population de moins de 20 ans combinée à la croissance modeste de la population active, le recul du taux de chômage et le taux d'emploi relativement bas provoqueront des pénuries de main-d'œuvre dans les prochaines années. Les signes de cette « tendance lourde » sont déjà présents, notent les consultants, qui donnent l'exemple d'une trentaine de programmes professionnels et techniques qui n'arrivent pas à recruter suffisamment d'étudiants.

### Secteur primaire

#### Agriculture et agroalimentaire

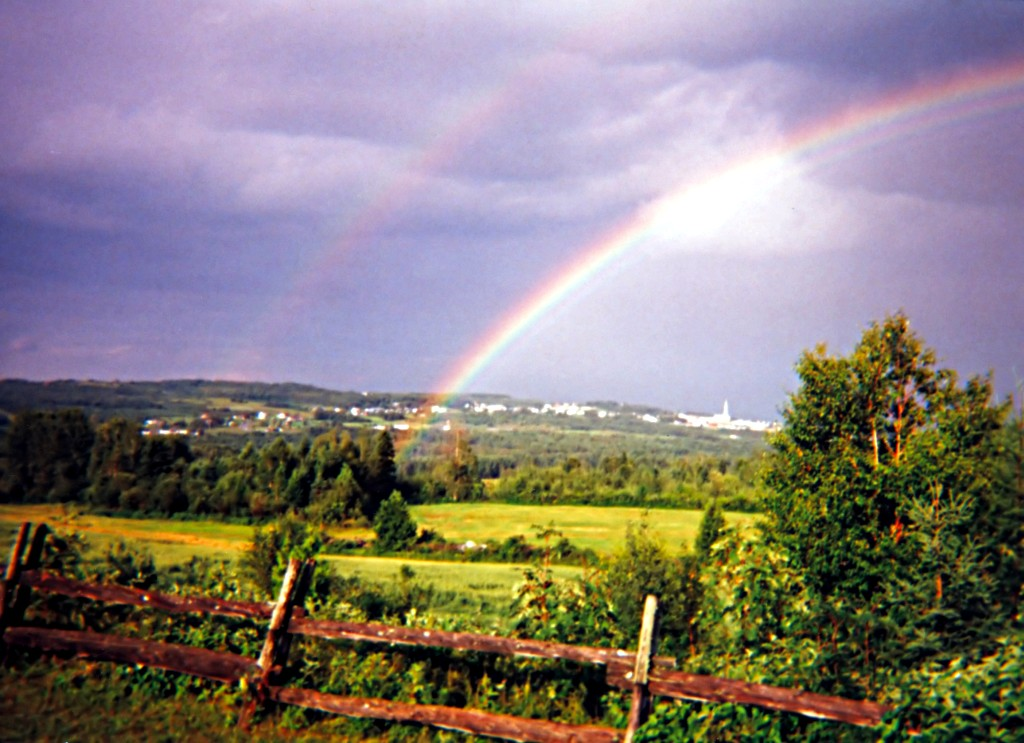
Arc-en-ciel sur Saint-Louis-du-Ha! Ha!, au Témiscouata.

Les superficies utilisées à des fins agricoles couvrent 3 515 km2, soit environ 15,6 % du territoire régional et contribuaient à plus de 6 % de son produit intérieur brut en 2005. L'activité agricole se concentre surtout dans la plaine littorale et les contreforts des vallées du Témiscouata et de la Matapédia.
En 2007, la production laitière constituait la principale production agricole régionale, avec 50 % des recettes déclarées, selon le ministère de l'Agriculture, des Pêcheries et de l'Alimentation du Québec (MAPAQ). Dans ce secteur, on assiste à une certaine consolidation des activités qui se traduit par une réduction du nombre d'entreprises, mais par une augmentation globale de 12 % du contingent laitier entre 1997 et 2007. La région se classe au premier rang pour sa production ovine, avec 32 % de tous les agneaux produits au Québec en 2007. Le Bas-Saint-Laurent compte également des élevages bovins et porcins, bien que cette dernière activité ait connu une décennie difficile dans les années 2000 en raison de sa faible acceptation sociale.
L'acériculture connaît une croissance avec une augmentation substantielle du nombre d'entailles, qui sont passées de 3,7 à 6,3 millions entre 1997 et 2007. La production de petits fruits — fraises, framboises, bleuets — s'est maintenue, les superficies consacrées aux céréales ont augmenté de 10 %, alors que celles consacrées à la production maraîchère ont diminué.

#### Forêts
L'industrie forestière bas-laurentienne a été durement touchée par la crise immobilière américaine et la baisse des mises en chantier aux États-Unis, qui ont atteint un plancher de 500 000 unités en 2009. La reprise de la construction résidentielle augmente la production des usines, qui se tourne néanmoins vers des marchés non traditionnels et la valorisation des billes de résineux de petit diamètre.

#### Tourbe
Le Bas-Saint-Laurent est responsable d'environ 45 % de la production québécoise de tourbe et construit des équipements de transformation spécialisés. La vingtaine d'entreprises actives dans ce secteur emploient 1 500 travailleurs et exportent 80 % de leur production. Depuis quelques années, l'industrie multiplie ses efforts de convergence avec l'industrie agroenvironnementale, dans des domaines comme la biofiltration, le compostage, l'agriculture et l'horticulture de pointe.
Au cours des dernières années, différentes initiatives ont été mises en place par les producteurs et le gouvernement du Québec afin de développer l'industrie. Les producteurs ont pu réaliser une analyse du cycle de vie de la tourbe et expérimenter de nouvelles techniques de réhabilitation des tourbières exploitées commercialement.

### Secteur secondaire

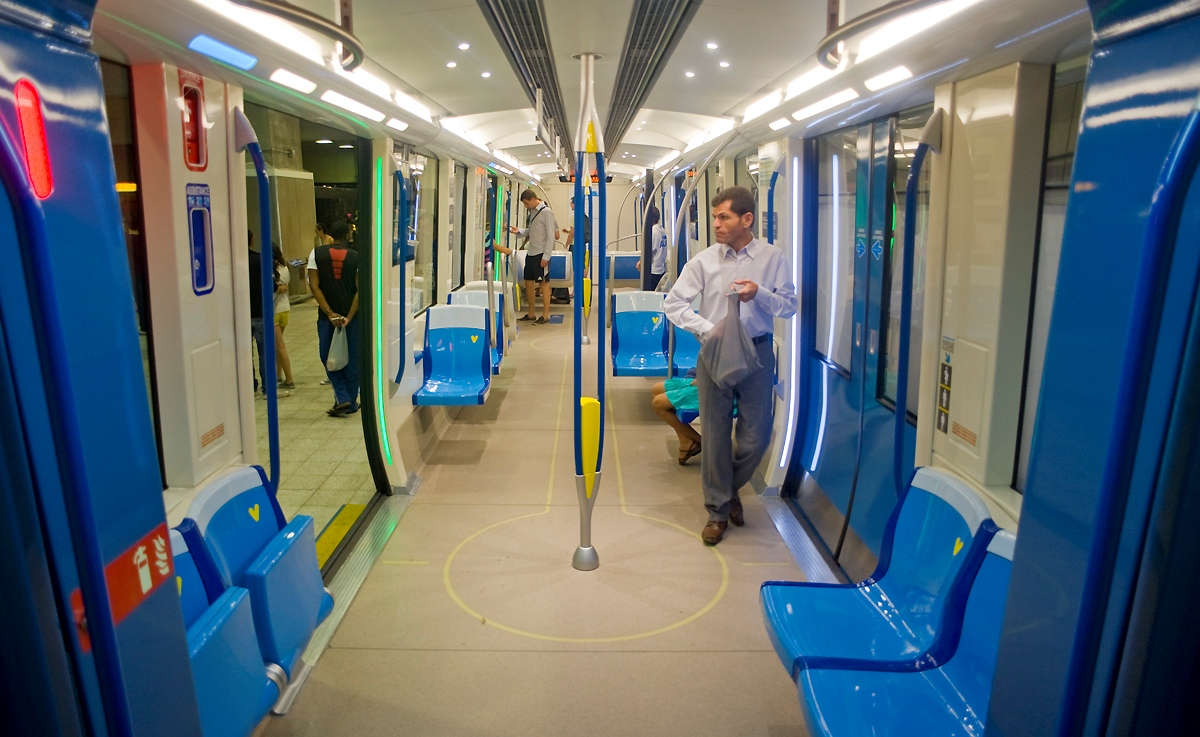
Aménagement intérieur des nouvelles voitures MPM-10 du métro de Montréal. Les 468 voitures seront assemblées à l'usine de Bombardier Transport à La Pocatière.

L'activité traditionnelle dans le secteur forestier a souffert de la récession qui a suivi la crise des subprimes aux États-Unis, qui réduisent d'autant les exportations québécoises vers le voisin du sud. La plus importante filière manufacturière de la région devrait toutefois se redresser en fonction de l'évolution de la conjoncture américaine. Certaines niches, comme la valorisation de la biomasse, ainsi que le développement de nouveaux marchés devraient toutefois améliorer la santé de cette industrie.
D'autres secteurs profitent d'une conjoncture favorable. C'est notamment le cas d'Enercon et des autres entreprises du secteur éolien à Matane et de l'usine de Bombardier Transport à La Pocatière, qui a obtenu le contrat d'assemblage de voitures de métro pour les villes de Montréal et de New York.

### Secteur tertiaire
Le secteur tertiaire est aujourd'hui largement majoritaire sur tout le territoire, mais les quatre principales villes de la région, Rimouski, Rivière-du-Loup, La Pocatière et Matane, monopolisent une grande partie des emplois. Les grandes infrastructures à caractère régional y sont généralement situées.

#### Tourisme

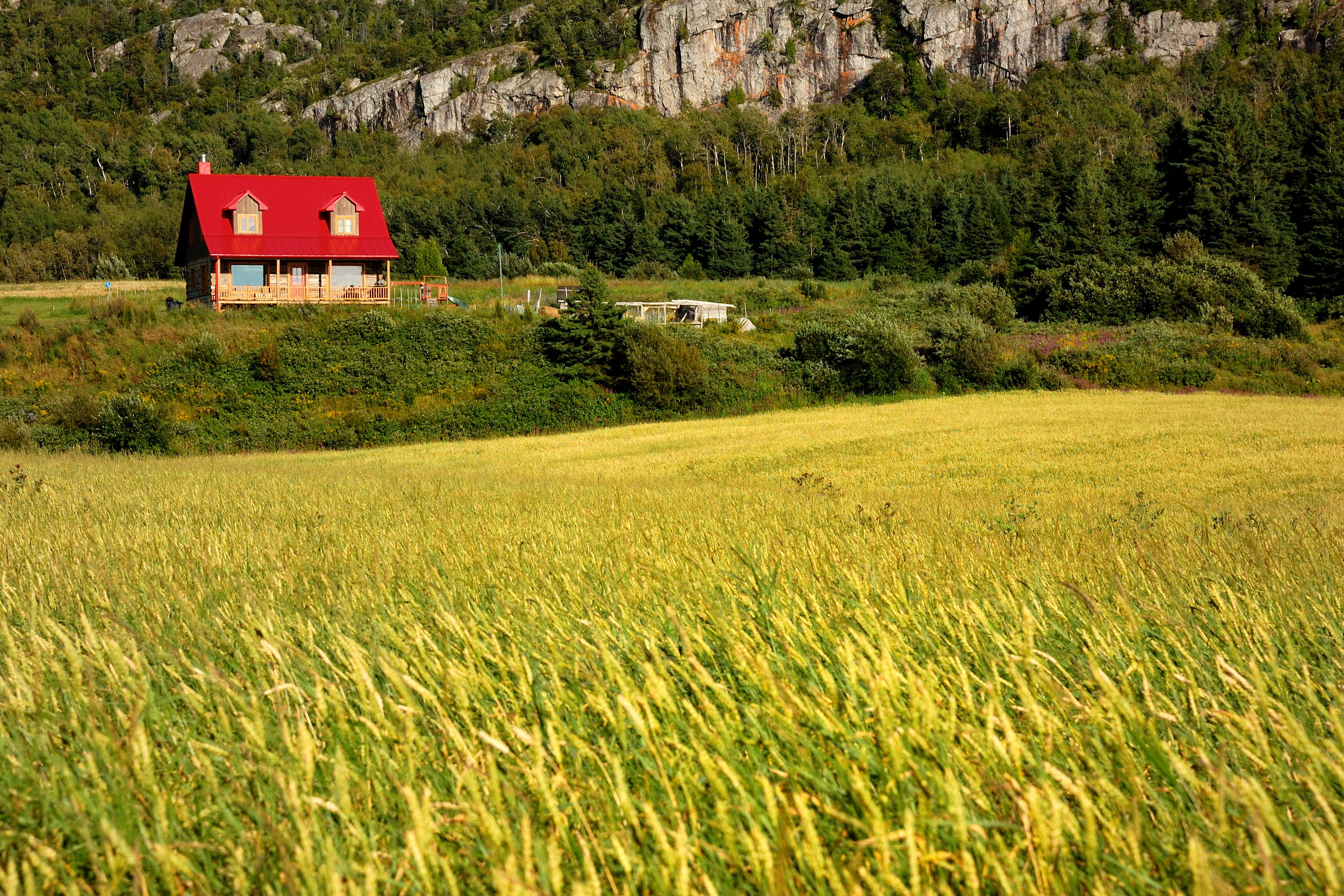
Paysage de Saint-André-de-Kamouraska.

La région administrative du Bas-Saint-Laurent est divisée en deux parties aux fins de l'administration et de la promotion touristique. Les six MRC de l'ouest forment la région touristique du Bas-Saint-Laurent, alors que les MRC de Matane et de La Matapédia sont regroupées avec la Gaspésie au sein d'une autre association touristique régionale.
Le tourisme est un important générateur d'emplois saisonniers dans la région, qui compte plusieurs attractions touristiques majeures.
- Jardins de Métis
- Site historique maritime de la Pointe-au-Père
- Parc national du Lac-Témiscouata
- Parc national du Bic

#### Transports
La majeure partie de la circulation routière au Bas-Saint-Laurent circule sur trois axes routiers : l'autoroute 20, qui traverse la région de l'ouest à Mont-Joli, à l'exception d'un tronçon projeté entre L'Isle-Verte et Le Bic ; l'autoroute 85 et la route 185 qui traverse le Témiscouata vers le nord-ouest du Nouveau-Brunswick ainsi que la route 132, qui encercle la péninsule gaspésienne à l'est de Sainte-Flavie. Un quatrième axe routier relie Matane et Amqui, le long de la rivière Matane.
Deux grands chantiers de construction sont en cours sur le réseau routier supérieur.
Les travaux sont en cours depuis 2002 dans le cadre de la conversion de la route nationale 185 en autoroute. La première phase du projet, construite dans le cadre d'un programme d'intervention en sécurité routière au cours de la décennie 2000, a été complétée en 2011. Une deuxième phase, qui allongera l'autoroute de 33 km devrait être mise en service graduellement entre l'automne 2013 et 2015. La dernière phase des travaux, reliant Saint-Antonin à Saint-Louis-du-Ha! Ha! sur une distance de 40 km a été autorisée par le gouvernement en 2011. Les dates des travaux de la phase III ne sont pas précisées.

## Santé
La région, qui compte 8 centres hospitaliers, est desservie par le Centre intégré de santé et de services sociaux du Bas-Saint-Laurent.

## Culture et patrimoine

### Culture
La région du Bas-Saint-Laurent constitue un endroit cinématographique reconnu. Plusieurs œuvres marquantes ont jalonné l'histoire de la région, comme le film "Kamouraska" de Claude Jutra, "Le garagiste" de Renée Beaulieu mettant en vedette Normand D'Amours ou encore "Les êtres chers" de Anne Émond.

## Galerie

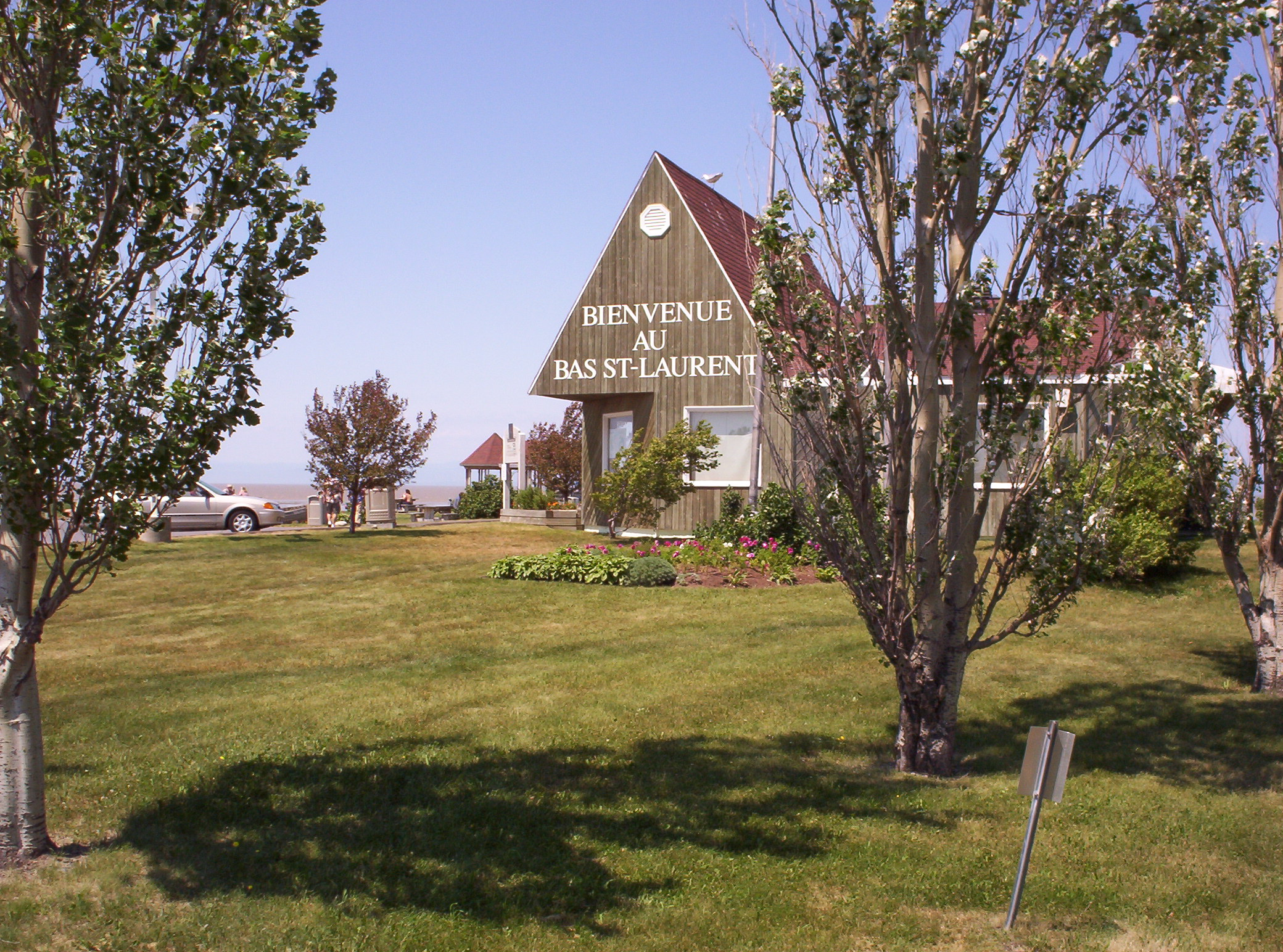
Kiosque d'information touristique aux abords du fleuve Saint-Laurent, près de La Pocatière.
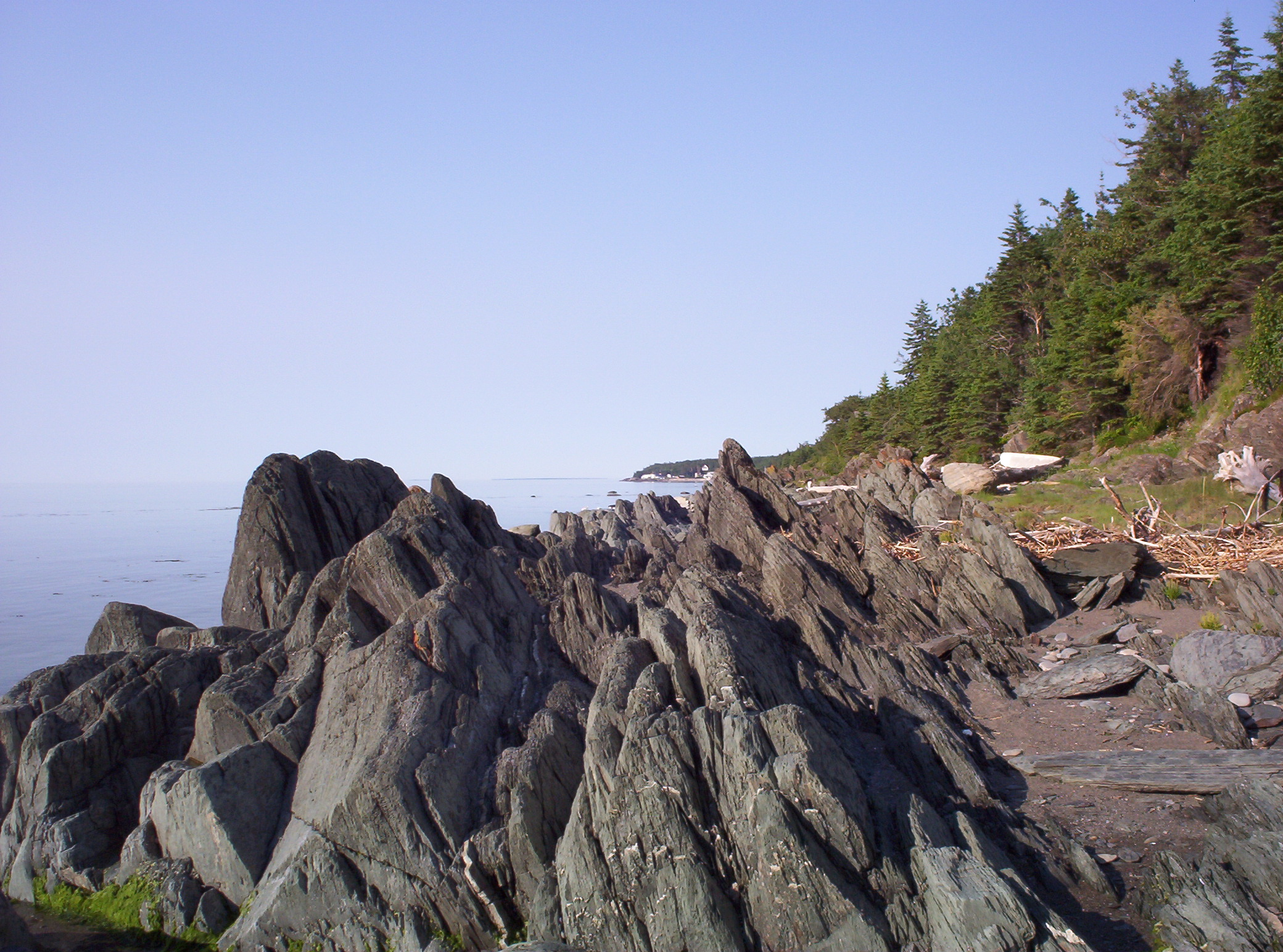
Paysage côtier du Bas-Saint-Laurent.
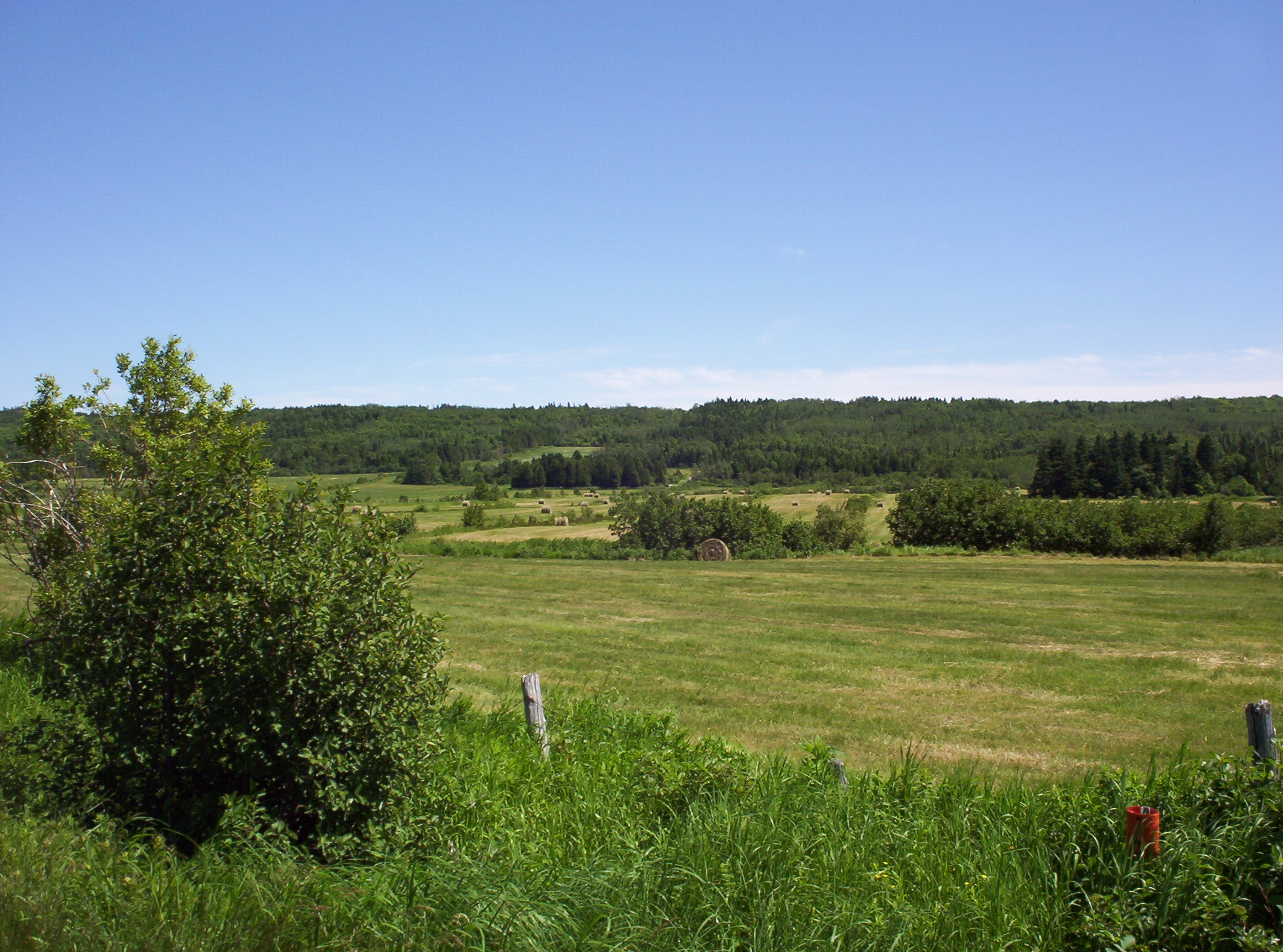
Paysage agricole du Bas-Saint-Laurent.